# تظاهرات ۱۶ آذر ۱۳۸۸
تظاهرات در ۱۶ آذر ۱۳۸۸، تظاهراتی اعتراضی بود که در ۱۶ آذر ۱۳۸۸ در روز دانشجو در ایران با حضور ده‌ها هزار نفر از مردم و دانشجویان برگزار شد.
گزارش‌ها از تهران حاکی از برگزاری تظاهراتی از سوی صدها دانشجو «در هر یک از دانشگاه‌های تهران» بود. نیروهای امنیتی و نظامی با هزاران معترضی که در بیرون از دانشگاه تهران شعار «مرگ بر دیکتاتور» سر می‌دادند، درگیر شدند. آن‌ها در تظاهرات روز دانشجو با باتوم مردم را می‌زدند و گاز اشک‌آور شلیک می‌کردند. این تجمع بزرگ‌ترین تظاهرات در ماه‌های اخیر بود، که توانست ده‌ها هزار نفر را برای راهپیمایی در بیش از دوازده دانشگاه در سرتاسر کشور و نیز در چندین میدان تهران، با نقش‌آفرینی دانشجویان -به عنوان حامی اصلی جنبش اصلاح‌طلبی- به بیرون بیاورد.
در تهران، درابتدا هزاران تن از نیروهای پلیس ضد شورش و  یگان ویژه سپاه پاسداران انقلاب اسلامی که بعدها به یگان ویژه پلیس پیوست داده شد دانشگاه تهران را محاصره کردند، سپس نیروهای امنیتی و بسیج به هزاران تظاهرات‌کننده با باتوم و گاز اشک‌آور حمله کردند. در جریان این تظاهرات بیش از ۲۰۰ نفر بازداشت شدند. این تظاهرات در بیش از دو هزار رسانه جهانی بازتاب یافت.

## پیش‌زمینه
روز دانشجو در ایران به مناسبت سالگرد حادثه ۱۶ آذر ۱۳۳۲ گرامی داشته می‌شود که در آن سه دانشجوی معترض دانشگاه تهران، تنها چند ماه پس از کودتای ۲۸ مرداد، به دست مأموران حکومت در صحن دانشکده فنی دانشگاه کشته شدند.
در روز شانزده آذر ۱۳۳۲، در آستانه دیدار هیئت بلندپایه به ریاست ریچارد نیکسون معاون وقت ریاست جمهوری آمریکا و در جریان اعتراض جنبش دانشجویی به حضور نظامیان در دانشگاه، نیروهای نظامی به سمت آن‌ها آتش گشودند. در جریان تیراندازی کماندوهای حاضر در دانشگاه، مهدی شریعت رضوی، احمد قندچی و مصطفی بزرگ‌نیا کشته شدند و این روز به عنوان روز جنبش دانشجویی ایران ثبت شد.
بعد از انتخابات جنجال‌برانگیز ریاست جمهوری و وقایع پس از آن، معترضان به نتایج انتخابات از فرصت برخی مناسبت‌های رسمی نظیر روز قدس و ۱۳ آبان برای اعلام اعتراض خود استفاده کردند. در طول یک ماههٔ پیش از روز دانشجو، ده‌ها تن از دانشجویان فعال سیاسی در ایران بازداشت یا احضار شده‌اند که گفته می‌شود این فشارها تا حدودی به منظور کاهش شدت اعتراضات احتمالی در روز دانشجو بوده است.

### بازداشت‌های فعالان دانشجویی
عصر پنجشنبه ۲۸ آبان حمید قهوه چیان، علیرضا موسوی، احمد میرطاهری، علیرضا زرگر، امیرکاظم پور و یاسر معصومی در یک کافی شاپ دستگیر شدند. حمید قهوه چیان دانشجوی کارشناسی ارشد حقوق عمومی دانشگاه شهید بهشتی، علیرضا موسوی دانشجوی فلسفه دانشگاه علامه طباطبایی و بقیه از دانشجویان اقتصاد دانشگاه علامه طباطبایی بودند. علت بازداشت آن‌ها اعلام نشد. بنا به گزارش‌ها، عباس حکیم‌زاده، دبیر سیاسی دفتر تحکیم وحدت و عضو سابق انجمن اسلامی دانشگاه امیرکبیر و نیز هفت تن از اعضای «دانشجویان و دانش‌آموختگان لیبرال دانشگاه‌های ایران»، در این تاریخ در تهران بازداشت شدند.
بهاره هدایت، عضو شورای مرکزی دفتر تحکیم وحدت دستگیری دانشجویان را در آستانه ۱۶ آذر تأیید کرد و گفت: «علاوه بر ۷ نفر از دانشجویان عضو تشکل دانشجویان و دانش آموختگان لیبرال دانشگاه تهران که پنجشنبه شب (۲۸ آبان) دستگیر شدند، ۴ یا ۵ دانشجوی کرد، دو دانشجوی دانشگاه تبریز و دو دانشجوی دختر دانشگاه شیراز نیز بازداشت شدند.» به گفتهٔ وی ۲۴ نفر از دانشجویان دانشگاه فردوسی مشهد نیز به کمیته انضباطی احضار شده‌اند. عضو شورای مرکزی دفتر تحکیم وحدت این احضارها و دستگیری‌ها را در جهت «سرکوب شدیدتر مراسم روز دانشجو» عنوان کرد.
در تاریخ ۱۱ آذر، شماری از فعالان دانشجویی در تهران، ارومیه، تبریز و اردبیل بازداشت شدند. «میلاد فدایی اصل» دانشجوی دانشگاه آزاد تهران جنوب در روز ۱۱ آذر توسط ۵ تن از نیروهای امنیتی در ساعت ۷ صبح در منزل پدری بازداشت شد. مأموران پس از تفتیش منزل هارد کامپیوتر و کتاب‌های شخصی وی را توقیف کردند. وی دو روز بعد طی یک تماس تلفنی با خانواده اش خبر داد که در بند ۲۰۹ زندان اوین به سر می‌برد. این دانشجویان که وابسته به طیف چپ تشکل‌های دانشجویی بودند، قصد داشتند به مناسبت روز دانشجو تجمعی برگزار کنند. موج دستگیری دانشجویان در آستانه روز دانشجو تنها محدود به تهران نبوده است. امیرحسین موحدی، روزنامه‌نگار و فعال حقوق بشردر مصاحبه با دوچوله آلمان می‌گوید: «تعداد واقعی دستگیرشدگان بیش از آن است که اعلام شده است. دستگیری‌ها در شهرهای مختلف بوده و حدود ۲۰ نفر بازداشت شده‌اند که از شهرهای ارومیه، تبریز و اردبیل هستند. اینها همه دانشجو هستند و تنها یک نفر کارمند دانشکده علوم پزشکی اردبیل است که در مناسبت‌های قبلی با دانشجویان در برگزاری تظاهرات همکاری کرده است. این بار دانشجویان چپ را آماج حمله قرار داده‌اند که پیشاپیش برای روز دانشجو اعلام تجمع کرده بودند.»
در تاریخ ۱۴ آذر، مهدیه گلرو از فعالین دانشجویی با هجوم ۱۰ مأمور امنیتی به منزل، به همراه همسرش وحید لعلی‌پور بازداشت و به زندان اوین منتقل شد. از سوی دیگر محمد یوسف رشیدی یکی از فعالان دانشجویی چپ‌گرای دانشگاه امیرکبیر که در اعتراضات دانشجویی علیه حضور احمدی‌نژاد در دانشگاه پلی‌تکنیک نقش برجسته‌ای داشت؛ در نوشهر و در خانهٔ پدری بازداشت گردید. هم‌چنین فؤاد شمس، فعال دانشجویی، وبلاگ‌نویس و روزنامه‌نگار، روز چهارشنبه و در حال خروج از دانشگاه توسط نیروهای امنیتی بازداشت شد.
همچنین در تاریخ ۱۴ آذر سه فعال دانشجویی توسط نیروهای امنیتی در شهر لاهیجان بازداشت و به نقطه نامعلومی منتقل شدند. به گزارش واحد دانشجویی مجموعه فعالان حقوق بشر در ایران، نیروهای امنیتی در ساعت ۲۱ این روز با مراجعه به منازل «ریحانه انصاری فرد (فعال دانشجویی دانشگاه گیلان)، نسیبه باقری (فعال دانشجویی دانشگاه گیلان) و موریس باقری (یکی از فعالان ستاد مهندس موسوی در گیلان)» اقدام به تفتیش منازل و بازداشت این سه شهروند کردند.
در روزهای پیش از ۱۶ آذر بازداشت دانشجویان فعال شدت بیشتری یافته بود، تا جایی که طی آبان‌ماه نزدیک به ۶۰ دانشجو در ایران بازداشت شدند. در طول یک ماههٔ پیش از روز دانشجو، ده‌ها تن از دانشجویان فعال سیاسی در ایران بازداشت یا احضار شده‌اند که گفته می‌شود این فشارها تا حدودی به منظور کاهش شدت اعتراضات احتمالی در روز دانشجو بوده است.

### دعوت و واکنش رهبران و حامیان جنبش سبز
بیانیهٔ شماره ۱۶ میرحسین موسوی
میرحسین موسوی از رهبران جنبش سبز، در ۱۵ آذر و هم‌زمان با عید غدیر با صدور بیانیهٔ شماره ۱۶ خود به مناسبت ۱۶ آذر، جنبش دانشجویی را نشان دهنده جریان‌های سیاسی و اجتماعی جامعه دانست و با انتقاد از کسانی که «این نشانگر ذی‌قیمت را می‌شکنند»، نوشت: 
آنان دوست دارند به خود تسلی دهند که حرکت‌های دانشجویی جز غوغای چند جوان پرسروصدا نیستند که اگر خاموش شوند صورت مسئله از اساس پاک خواهد شد… اصرار دارند بگویند مردم دیگر ساکت شده‌اند و فقط دانشجویان مانده‌اند؛ در دانشگاه‌ها هم فقط تهران ناآرام است، از تهران هم فقط دانشگاه‌های مادر هیاهو می‌کنند، آنجا هم کانون جنبش و جوشش، چند نفر جوان غریبند که اگر آن‌ها را به اخراج از خوابگاه و محرومیت از تحصیل تهدید و محکوم کنیم داستان تمام می‌شود. خوب! تمام این کارها را کردید، پس چرا داستان تمام نشد؟

او همچنین به «صبر و متانتی» که در حرکت مردم وجود دارد اشاره کرد و گفت: 
مشکل آن است که یک ملت بزرگ نمی‌نشیند تا در روز روشن رایش را ببرند و هیچ نگوید. یک ملت بزرگ انتخابات درجه دو انتصابی را تحمل نمی‌کند… یک ملت بزرگ از شورای نگهبان انتظار دارد آن‌ها را قانع کند که تقلبی در انتخابات روی نداده است، نه آن که تنها یک ادعا پیش رویشان بگذارد و ادعای خود را باطل‌کننده انبوهی از مشاهدات و مستندات بداند.

او در انتهای بیانیه خود خطاب به مخالفان خود در حکومت ایران گفت: 
اگر از هزینه‌های سنگین و عملیات عظیم خود نتیجه نمی‌گیرید شاید صحنه درگیری را اشتباه گرفته‌اید؛ در خیابان با سایه‌ها می‌جنگید حال آن که در میدان وجدان‌های مردم خاکریزهایتان پی در پی در حال سقوط است. ۱۶ آذر دانشگاه را تحمل نمی‌کنید. ۱۷ آذر چه می‌کنید؟ ۱۸ آذر چه می‌کنید؟
سخنرانی اکبر هاشمی رفسنجانی در مشهد
اکبر هاشمی رفسنجانی، رئیس مجمع تشخیص مصلحت نظام و مجلس خبرگان رهبری در تاریخ ۱۵ آذر در یک سخنرانی انتقادی در جمع فعالان دانشجویی در مشهد، با انتقاد از برخورد سپاه و بسیج با مردم در جریان وقایع پس از انتخابات خرداد ماه، گفته است که اگر مردم ما را بخواهند حکومت می‌کنیم و اگر نخواهند می‌رویم.
رئیس مجلس خبرگان ایران، در این سخنان با اشاره به اینکه حکومت پول و نیرو دارد و می‌تواند در خیابان آدم جمع کند ولی گروه مقابل یک عده استاد، دانشجو، کارگر، مدیر، صنعت‌گر هستند، تأکید کرده است که «درست نبود که بسیج و سپاه در مقابل مردم قرار داده شوند». اکبر هاشمی رفسنجانی تصریح کرده است: «انقلاب ما براساس اسلام و قران بود اما برخی اصولگرایان این صحبت‌ها را قبول ندارند و فکر می‌کنند، رأی مردم زینتی است.»
وی در دیدار با فعالان دانشجویی گفته است که «این صف‌بندی به مصلحت نیست. این گونه که به ما اخبار می‌رسد گروهی در دانشگاه معترض به نتایج انتخابات هستند. اینکه وزیر که به دانشگاه می‌رود و نمی‌تواند سخنرانی کند، نشان‌دهنده آن است که لابد چیزی شده است؛ ولی این مسائل با شعار و اهانت حل نمی‌شود». او در بخش دیگری از سخنان خود گفته است که سانسور در جامعه ما جواب نمی‌دهد و اگر رسانه‌ها آزاد باشند و مردم قانع شوند و دیگر به خیابان نمی‌آیند». وی تصریح کرد «جامعه‌ای که سه چهار میلیون دانشجو دارد را نمی‌شود با فریب اداره کرد.» وی همچنین با اشاره به حضور چشمگیر زنان در دانشگاه‌ها از برخورد خشونت‌آمیز با زنان در تجمع‌ها و تظاهرات انتقاد کرده است.
نمایندگان مجلس
- محمدرضا تابش دبیرکل فراکسیون خط امام مجلس و از نمایندگان اصلاح‌طلب مجلس در تاریخ ۹ آذر ۱۳۸۸ گفت: «باید زمینه‌های حضور دانشجویان در مراسم روز ۱۶ آذر که در آن مرزهای قانونی درنوردیده نشود، فراهم گردد.» وی با تأکید بر اینکه ۱۶ آذر روزی است که نمی‌توان آن را از فرایند تاریخ دانشجویی و انقلاب اسلامی محو کرد، یادآور شد: «باید با ظرافت، تدبیر و عقلانیت مراسم ۱۶ آذر به نحوی برگزار شود که درخور عظمت نام دانشجو، دانشگاه و شهدای دانشگاه باشد.» به گفته تابش نباید از برگزاری مراسم ۱۶ آذر ممانعت به عمل آید و نهادهایی که متولی ارائه مجوز هستند با سعه صدر اجازه دهند دانشجویان با عقلانیت و تدبیر مراسم را به نحوی برگزار کنند که موجب سوء استفاده دشمنان در این موقعیت خطیر نشود.[۳۰][۳۱]
- علی اکبر اولیا از اعضای فراکسیون خط امام مجلس و از نمایندگان اصلاح‌طلب مجلس در تاریخ ۱۱ آذر ۱۳۸۸ گفت: «امیدواریم در روز ۱۶ آذر با تدبیر مسئولان وزارت کشور و وزارت علوم شیوه‌هایی اتخاذ شود که بدون حواشی و حادثه‌ای، زمینه اظهارنظر دانشجویان فراهم و چارچوب‌ها نیز توسط دانشجویان رعایت شود.» وی در خصوص در پیش بودن مراسم ۱۶ آذر و بزرگداشت این روز از سوی دانشجویان و نگرانی‌ها از برخوردهای تند با آنان، اظهار داشت: «۱۶ آذر یک روز تاریخی ماندگار در تاریخ معاصر ایران برای فعالیت‌های دانشجویی است.» وی ادامه داد: «روز ۱۶ آذر نقطه عطفی در مبارزات مردم و دانشجویان علیه رژیم شاه بود که به اوج‌گیری نهضت مردم و سقوط و سرنگونی رژیم شاه منجر شد.» او گفت: «وزیر علوم در زمان معرفی به مجلس برای رای اعتماد در فراکسیون خط امام (ره) مجلس عنوان کرد که معتقد به فضای باز دانشگاه‌ها است و ما از این نظر خوشحال شدیم، اکنون انتظار هست به دانشجو این فضا داده شود و دانشجو هم چارچوب‌ها را رعایت کند.»[۳۲]

بیانیه‌های احزاب و تشکل‌های سیاسی
- سازمان جوانان و دانشجویان مجمع نیروهای خط امام در تاریخ ۱۳ آذر به مناسبت ۱۶ آذر بیانیه‌ای صادر کرد. در بخشی از این بیانیه چنین آمده بود: «آنچه بهره‌برداری از این دستاوردهای خونبار را گاهی کم فروغ و گاهی بی‌فروغ سازد، نحوه نگرش و فراموش نمودن خاستگاه و زمینه‌های بروز و ظهور آن است. نقطه آغاز غفلت از بهره‌برداری از این تجربه‌های کمیاب همچون ۱۳ آبان، ۱۶ آذر، ۱۲ فروردین، ۲۲ بهمن و امثال آن، آن است که روایت‌هایی که از این وقایع داریم گاه دور از واقعیت زمان وقوع است.» در ادامهٔ این بیانیه آمده بود: «اما از پس سال‌ها، راز ماندگاری ۱۶ آذر چیست؟ ما به عنوان اعضای سازمان جوانان و دانشجویان مجمع نیروهای خط امام از ورای تمام کشمکش‌های موجود به خود این حق را می‌دهیم تا یک بار از حاکمان بخواهیم تا آنان پاسداری و گرامیداشت ۱۶ آذر را بپذیرند. ما بر این باوریم آنچه حاکمان را از روح حاکم بر ۱۶ آذر دور نموده، روایتی است که از آن دارند و زاویه نگاهی است که برگزیده‌اند… پیام این اتفاق آن بود که دانشگاه سنگر تسخیرناپذیری است در مقابل کودتاچیان مستبد آن روزگار و همین برای ماندگاری هر نسلی کافی است.» در ادامهٔ این بیانیه، سازمان جوانان و دانشجویان مجمع، درخواست‌هایی را در آستانهٔ ۱۶ آذر جهت بازگرداندن آرامش به جامعه مطرح نمود.[۳۳][۳۴]
- شورای فعالان ملی-مذهبی در تاریخ ۱۵ آذر با صدور بیانیه‌ای به مناسبت ۱۶ آذر اعلام کرد که تجمع و اعتراض حق مسلم دانشجویان است. در این بیانیه آمده بود: «۱۶ آذر؛ یادمان جنبش ضد استبدادی و ضد استعماری دانشجویان ایران است. در این روز خودکامگی و استعمار، با دادخواست خونین دانشجویان ایرانی، به دادگاه افکار عمومی رفت. امروز، آن سلطنت که دانشجویان و نهضت ملی ایران را ایادی خارجی و بیگانه‌پرست می‌خواند، به محاق تاریخ رفت، اما همچنان شعلهٔ «سه آذر اهورایی»، آن‌چنان‌که دکتر شریعتی گفته بود، در سپهر دانشگاه‌های ایران می‌درخشد. اینک در شرایطی به استقبال ۱۶ آذر می‌رویم که با آغاز جنبش سبز مردم ایران، زخم ۱۸ تیر ۷۸، با حمله خشونت‌بار ۲۵ خرداد ۸۸ به کوی دانشگاه تازه شده است؛ هر روز شمار زیادی از دانشجویان منتقد و آزادیخواه، از دانشگاه روانهٔ زندان می‌شوند… ارتقای پیوندهای اجتماعی و همچنین گسترش همدلی و تعاون در بین گروه‌های دانشجویی، همچنین رویکرد جدید آن‌ها در ایجاد حلقه‌های دوستی و هم‌اندیشی، ورود دانشجویان به عرصهٔ خلاقیت‌های هنری در نقد دیکتاتوری و سلطه و گشودن فضاهای جدید واقعی و مجازی، ویژگی‌های جنبش دانشجویی در دوران حاضر است.»[۳۵][۳۶]
- انجمن اسلامی دانشگاه صنعتی امیرکبیر تهران در اطلاعیهٔ خود در تاریخ ۱۵ آذر نوشت که درهای این دانشگاه در روز ۱۶ آذر به روی مردم باز است و از میرحسین موسوی و مهدی کروبی، دو رهبر مخالفان دولت دعوت نیز کرد که برای شرکت در مراسم روز دانشجو در این دانشگاه حاضر شوند. در این اطلاعیه همچنین آمده بود: «۱۶ آذر نه تنها روز اعتراض دانشجویان، بلکه روز اعتراض همه دانشگاهیان، به ویژه استاتید و دانشجویان دانشگاه، در مبارزه با استبداد شده است و ما از اساتید دانشگاه می‌خواهیم که در چنین روزی شاگردان و فرزندان خود را تنها نگذارند و دوشادوش دانشجویان برای آزادی و علیه استبداد به پا خیزند.»[۳۷]
- دانشجویان سبز دانشگاه‌های ایران با صدور بیانیه‌ای در تاریخ ۱۵ آذر برنامه برگزاری مراسم ۱۶ آذر را اعلام کردند. در این بیانیه ۶ دانشگاه به عنوان محل برگزاری مراسم ۱۶ آذر معرفی شده و از مردم خواسته شده تا در این دانشگاه‌ها به دانشجویان بپیوندند.[۳۸]
- سازمان دانش آموختگان ایران اسلامی (ادوار تحکیم وحدت) در تاریخ ۱۵ آذر در بیانیه‌ای، ضمن محکوم کردن برخوردهای اخیر با دانشجویان فعال و ایجاد فضای «رعب و وحشت» در دانشگاه‌ها، نسبت به «اعمال خشونت» نسبت به دانشجویان در روز دانشجو هشدار داده و نوشته است که چنین کاری می‌تواند «عواقب غیرقابل محاسبه‌ای» داشته باشد. این سازمان که دبیرکل و چند تن از اعضای آن در بازداشت به سر می‌برند، خواهان آزادی فوری همه فعالان دانشجویی و «رفع فشار از اعضای انجمن‌های اسلامی و دفتر تحکیم وحدت» شده است. سازمان دانش آموختگان در عین حال به دانشجویان هشدار داده است که در «دام خشونت طلبان» نیفتند و «اجازه ندهند که بهانه‌ای برای موجه جلوه دادن برخورد با دانشجویان به دست کودتاچیان بیفتد».[۳۷][۳۹]
- به نمایندگی از اتحادیه دانشجویان اروپا، برت ون دن کندلاره در نشست روز ۱۴ آذر در دانشگاه دلفت به مناسبت روز ۱۶ آذرماه سخنرانی کرد و به نمایندگی از این اتحادیه که دارای ۱۱ میلیون دانشجوی عضو در سراسر کشورهای اروپایی است، حمایت قاطع این اتحادیه را از دوستان دانشجوی ایرانی اعلام کرد. او همچنین از همه دانشجویان در اروپا، از مسئولین در یونسکو و کمیسیون‌های اروپایی خواست که به پایمال شدن حق دانشجویان در ایران اعتراض کنند، و در پایان اعلام کرد که این اتحادیه در حمایت از حقوق دانشجویان در ایران فریاد خواهد زد و تا پیروزی ساکت نخواهد شد.[۴۰]
- شش حزب و گروه سیاسی در ایران در بیانیه‌ای به مناسبت روز دانشجو، در تاریخ ۱۶ آذر، خواستار آزادی فوری دانشجویان بازداشت شده پس از اعلام نتایج انتخابات ریاست جمهوری شدند. «جبهه ملی ایران»، «حزب ملت ایران»، «نهضت آزادی ایران»، «شورای فعالان ملی مذهبی»، «حزب ایران» و «حزب مردم ایران» در این بیانیه همچنین خواستار آن شدند تا آمران و عاملان کشتار، خشونت و برخورد با دانشجویان معرفی شوند و مورد پیگرد قانونی قرار گیرند.[۴۱]

### هشدارها و واکنش مسئولان و نهادها
- سردار سرتیپ علی فضلی، فرمانده سپاه سیدالشهدای استان تهران در تاریخ ۱۳ آذر ۱۳۸۸ در خصوص مسائل احتمالی ۱۶ آذر گفت: «تدابیر ما تدابیری فرهنگی است و قصد داریم در این روز به دانشجویان در دانشگاه‌های سراسر کشور به‌خصوص استان تهران گل هدیه دهیم.» وی ادامه داد: «البته زمزمه‌هایی در خصوص اغتشاشات و عواملی که در صدد آشوب در روز دانشجو در دانشگاه‌های کشور هستند، داریم اما پیش‌بینی اتفاق خاصی را در این روز نمی‌کنیم… برآورد خاصی از روز ۱۶ آذر و بحث‌هایی که در جریان است نداریم اما تدابیر لازم را برای این روز در نظر گرفته‌ایم.»[۴۲]
- اسماعیل احمدی‌مقدم، فرمانده ناجا در تاریخ ۳ آذر ۱۳۸۸ در پاسخ به سؤال خبرنگار ایلنا در رابطه با اقدامات پلیس به مناسبت ۱۶ آذر گفت: «هنوز برنامه خاصی که قرار باشد اتفاق بیفتد اطلاعی نداریم اما هر تجمعی باید به صورت فراخوان و قانونی اتفاق افتد اگر غیرقانونی باشد پلیس با آن برخورد قاطع می‌کند.» وی در مورد افزایش حضور نیروهای پلیس در سطح خیابان‌ها در روز ۱۶ آذر ادامه داد: «بستگی دارد که در آن روز چه اتفاقی بیفتد و در حال حاضر تصوری از اتفاق آن روز نداریم بنابراین نمی‌توانم پیش‌بینی برنامه پلیس را ارائه دهم.»[۴۳]
- مرتضی تمدن، استاندار تهران در تاریخ ۹ آذر ۱۳۸۸ با تأکید بر این‌که «هیچ‌گونه درخواستی برای تجمعات خارج از دانشگاه‌ها در روز ۱۶ آذر به فرماندار تهران واصل نشده است» گفت «شورای تأمین استان هیچگونه تمهیدات امنیتی برای این روز پیش‌بینی نکرده است.» وی در پاسخ به پرسشی در مورد تجمعات روز ۱۶ آذر اظهار کرد: «هیچ درخواست رسمی تجمعی برای خارج از دانشگاه‌ها مطرح نشده اما آنچه که در داخل دانشگاه‌هاست با مسوولیت رؤسای دانشگاه‌ها و مسوولان آموزش عالی برگزار می‌شود.» وی افزود: «برای تجمعات بیرون از دانشگاه‌ها نیز باید از مسیر قانونی و مجرای فرمانداری تقاضای مجوز شود که تاکنون هیچ درخواست مجوزی واصل نشده است.»[۴۴]
- محمدحسین فرهنگی نماینده مردم تبریز در مجلس در تاریخ ۱۳ آذر ۱۳۸۸ گفت «تلاش عده‌ای فتنه‌گر برای به اغتشاش کشاندن ۱۶ آذر بی‌اثر است؛ چرا که این روز نماد مبارزه ملت ایران با استکبار است.» او ادامه داد «کسی نمی‌تواند واقعیت تاریخ را تغییر دهد یا با اعمال فریبکارانه برخی مناسبت‌ها را به نفع خود مصادره کند و این مسئله در واقع تلاشی به معنی از سوی برخی گروه‌ها در کشور است.» وی از «فرصت‌سازی برای ادامه اغتشاشات» و تلاش بر این اساس به منظور مصادرهٔ «مناسبت‌های ملی کشور» برای تقویت «اغتشاشات» سخن گفت.[۴۵]
- فرماندهی انتظامی تهران بزرگ در تاریخ ۱۲ آذر ۱۳۸۸ با صدور اطلاعیه‌ای اعلام کرد: «پلیس با هرگونه تجمع یا مراسم خارج از محل‌های پیش‌بینی شده در روز ۱۶ آذر برخورد می‌کند.»[۴۶] در این اطلاعیه بیان شده بود که «پلیس براساس وظایف قانونی خود به هیچ عنوان اجازه برپایی تجمعات غیرقانونی و غیرمجاز در روز ۱۶ آذر را نمی‌دهد.» در این اطلاعیه آمده بود: «پلیس پایتخت علاوه بر ممانعت از برگزاری و برپایی تجمعات غیرقانونی و غیرمجاز در این روز با هر گونه تجمع خارج از محل‌های پیش‌بینی شده نیز به شدت برخورد قانونی می‌کند.»[۴۷] در این اطلاعیه فرماندهی انتظامی تهران بزرگ، ضمن تبریک روز دانشجو و گرامیداشت روز ۱۶ آذر به عنوان نماد استکبار ستیزی ملت ایران اعلام کرد: «مراسم این روز تنها در مراکز دانشگاهی و آموزش عالی و با مجوز وزارت علوم، تحقیقات و فناوری برگزار می‌شود… بر این اساس از استادان و دانشجویان گرامی انتظار می‌رود با درک شرایط حساس کنونی از هرگونه سوء استفاده احتمالی از این مراسم جلوگیری و با مأموران پلیس همکاری کنند.»[۴۸][۴۹]
- احمد جنتی امام جمعهٔ تهران در تاریخ ۱۳ آذر ۱۳۸۸ با اشاره به ۱۶ آذر روز دانشجو و تأکید بر اینکه دانشجویان باید خط مبارزه با آمریکا را در این روز حفظ کنند، تأکید کرد: «مبنای جنبش دانشجویی ضد آمریکایی است و دانشجویان باید کاری کنند که شهیدان راضی باشند و نه آمریکا؛ زیرا شهدای ۱۶ آذر می‌خواستند با دولت دست‌نشانده آمریکا معارضه کنند. دانشجویان باید به حکم اسلام و وظیفه اسلامی و ملی یک عنصر ضد آمریکایی باشند.»[۵۰] امام جمعه تهران هشدار داد که «در این مملکت اگر کسانی خیال می‌کنند می‌توانند دشمنی با آمریکا و بغضی که از آمریکا در دل‌های پاک مردم مملکت است، را بیرون بکشند، اشتباه می‌کنند.»[۱۹]
- سیدعلی آقازاده، نماینده مردم رشت در مجلس در تاریخ ۱۳ آذر با تأکید بر اینکه دشمن به دنبال تغییر ماهیت ضداستکباری ۱۶ آذر است، گفت: «دانشجویان با حضور پرشور خود در این روز، استکبارستیزی خود را به جهانیان نشان خواهند داد.» او با بیان اینکه اگرچه ممکن است «عده‌ای آشوب‌طلب» «قصد اغتشاش در روز ۱۶ آذر» را داشته باشند، اما چنین اجازه‌ای به آنان داده نخواهد شد. او گفت «اگر کسی بخواهد فضای دانشگاه‌ها را ناامن کند»، در نهایت با «بی‌اقبالی مردم» روبرو خواهد شد.[۵۱]
- عباس جعفری دولت‌آبادی، دادستان عمومی انقلاب تهران در تاریخ ۱۰ آذر ۱۳۸۸ در پاسخ به سؤال خبرنگاری در ارتباط با برگزاری تجمعات بدون مجوز و برخورد با تجمع‌کنندگان و احتمال برگزاری تجمع در روز ۱۶ آذر گفت: «پلیس در ارتباط با کلیه تجمعات غیرقانونی مکلف به برخورد است و باید گفت پلیس با کسانی که موجب برهم زدن نظم عمومی می‌شوند برخورد خواهد کرد.»[۵۲]
- صفرعلی براتلو، معاون سیاسی اجتماعی استاندار و سرپرست معاونت امنیتی، انتظامی استانداری تهران در تاریخ ۸ آذر ۱۳۸۸ از برگزاری جلسه مشترک بین استانداری و رؤسای دانشگاه‌ها دربارهٔ ۱۶ آذر خبر داد. او گفت «با توجه به این که مراسم ۱۶ آذر در خود دانشگاه‌ها برگزار می‌شود، تاکنون چند مجوز برای بسیج دانشجویی صادر شده، اما بقیه تشکل‌ها از جمله انجمن اسلامی تا این لحظه درخواست مجوز از ما نداشته‌اند.» وی با تأکید بر این که اگر گروهی درخواست تجمع خارج از دانشگاه داشته باشد، مجوزی ارائه نخواهد شد و پلیس هم موظف است طبق قانون از تشکیل این گونه تجمعات جلوگیری کند، گفت: «تا کنون این امر مرسوم نبوده؛ چرا که مراسم ۱۶ آذر در خود دانشگاه‌ها با هماهنگی‌های لازم برگزار می‌شود.»[۵۳]
- مرکز اطلاع‌رسانی دانشگاه آزاد اسلامی در تاریخ ۱۲ آذر ۱۳۸۸ با صدور بخشنامه‌ای ضمن گرامیداشت روز دانشجو اعلام کرد: «کلیه فعالیت‌های اداری - آموزشی واحدهای دانشگاه آزاد اسلامی در سراسر کشور در روز ۱۶ آذر طبق روال برقرار است.» در این بخشنامه تأکید شده است هیچ‌یک از واحدهای دانشگاهی، مراکز آموزشی و اساتید حق تعطیلی یا لغو هیچ‌یک از کلاس‌های درس را ندارند.[۵۴] همچنین محمد علی محققی معاون آموزشی وزارت بهداشت و درمان، به خبرگزاری مهر گفت: «فعالیت‌های آموزشی و دانشجویی منافاتی با یکدیگر ندارند و مراسم دانشجویی در این روز مشکلی برای آموزش ایجاد نمی‌کند و کلیه کلاس‌ها برقرار است.»[۱۹]
- سردار عزیزالله رجب‌زاده فرمانده انتظامی تهران بزرگ در تاریخ ۱۱ آذر ۱۳۸۸ با اشاره به این که پلیس اجازه ایجاد ناامنی را در روز ۱۶ آذر نمی‌دهد، تأکید کرد که حضور مامواران پلیس در این روز مانند سال‌های گذشته است. او در رابطه با تمهیدات پلیس برای مراسم ۱۶ آذر ماه، اظهار کرد: «روز ۱۶ آذر روز مبارزه با استکبار جهانی است که همه دانشگاه‌ها آماده اجرای مطلوب مراسم این روز هستند و پلیس هم آمادگی تأمین امنیت دانشگاه‌ها را دارد.» وی با اشاره به این که بحث به‌کارگیری نیروهای پلیس در این روز نسبت به سال‌های گذشته تفاوتی ندارد، ادامه داد: «هر جایی که بخواهد ناامنی وجود داشته باشد، پلیس در آن نقطه حضور خواهد داشت و اجازه ناامنی را نمی‌دهد.»[۵۵] وی در تاریخ ۳ آذر در پاسخ به سؤال خبرنگار ایلنا گفته بود: «مگر روز ۱۶ آذر خبری است؟»[۵۶]
- علیرضا زاکانی از نمایندگان اصولگرای مجلس در تاریخ ۸ آذر ۱۳۸۸ در پاسخ به سؤالی که به احتمال تکرار حوادث ۱۳ آبان و روز قدس در روز شانزدهم آذرماه اشاره داشت گفت: «توجه به پیام شانزدهم آذر که نماد روز جنبش دانشجویی، برنامه تعامل با دانشجویان و بیان نظرات آن‌ها در فضای انتقادی را ایجاد می‌کند البته این موارد باید به دور از احساست و هیاهو بیان شود.» به گفتهٔ وی سالگرد شانزدهم آذرماه باید به گونه‌ای برگزار شود که ماحصل آن جلوگیری از فضای تنش باشد چرا که عده‌ای می‌خواهند چنین فضای را به دانشگاه تحمیل کنند. وی ادامه داد: «همچنان که در روزهای ۱۳ آبان و روز قدس عده‌ای کوشیدن تا با یارگیری در خیابان‌ها مواضع بر خلاف اصول این روزها بیان کنند و شرایط را به سمتی ببرند که دستمایهٔ سوء استفاده برخی افراد شود.» زاکانی در پایان ابراز امیدواری کرد تا چنین رویکردی در شانزده آذر تکرار نشود و شرایط به سمتی رود تا محملی برای حضور عناصر سوءاستفاده‌گر ایجاد نشود.[۵۷][۵۸]
- اسماعیل احمدی‌مقدم فرمانده ناجا در تاریخ ۱۴ آذر ۱۳۸۸ از ممانعت و برخورد نیروی انتظامی با تجمعات بدون مجوز در ۱۶ آذر خبر داد. وی با بیان اینکه ۱۶ آذر روز دانشجوست و هر ساله برنامه‌های این روز در دانشگاه‌ها برگزار می‌شود و نیروی انتظامی در آن دخالتی ندارد، اظهار داشت: «مجوز اجتماعات آن برعهده دانشگاه‌هاست و اگر تجمعاتی بدون مجوز در بیرون از دانشگاه باشد، پلیس با آن برخورد می‌کند.»[۵۹]

### ندای الله اکبر در شامگاه ۱۵ آذر
فریاد الله‌اکبر در شب ۱۶ آذر در سراسر ایران طنین‌انداز شد و شهرهای بزرگ را دربر گرفت. در آستانهٔ ۱۶ آذر روز دانشجو، هواداران جنبش سبز با بانگ الله اکبر در بسیاری از شهرها و از جمله مناطق مختلف شهر تهران به استقبال این روز رفتند.
به گزارش جرس، با آنکه هوای تهران بارانی بود اما در بسیاری از نقاط شهر و به خصوص مناطقی که خوابگاه‌های دانشجویی در آن واقع بود فریادهای الله اکبر پرطنین شنیده می‌شد. در تهران بانگ الله اکبر از محله‌های امیرآباد، یوسف آباد، اکباتان، آپادانا، ونک، طرشت و مناطق شمالی شهر بیش از سایر نقاط شنیده می‌شد. در تهران علاوه بر بانگ الله اکبر شعارهایی چون مرگ بر دیکتاتور، دانشجو می‌میرد ذلت نمی‌پذیرد، ما اهل کوفه نیستیم پشت یزید بایستیم، دولت کودتا استعفا استعفا، نیز شنیده می‌شد.
همین‌طور گزارش‌ها از سایر نقاط کشور هم حاکی از آن بود که بانگ الله‌اکبر و شعارهای اعتراضی مردم شیراز، اصفهان، کرج، تبریز، مشهد و بسیاری از دیگر شهرهای سراسر کشور را نیز فرا گرفته بود. به گزارش موج سبز آزادی در حالی که «فریاد الله‌اکبر در اکثر مناطق تهران» شنیده می‌شد، «بسیاری از مردم در حمایت از جنبش سبز خود شعارهایی نظیر مرگ بر دیکتاتور و دیگر شعارهای ضداستبدادی» نیز سر می‌دادند.
بنا بر این گزارش فریاد الله اکبر در شهرهایی چون شیراز، اصفهان، مشهد، اهواز، تبریز، رشت، ساری، کرج، کرمانشاه و… حتی شهرهایی کوچکی که مناطق دانشجویی‌نشین و واحدهای خوابگاهی در آن مستقر هستند نیز شنیده می‌شد.

## تظاهرات مردمی
در روزهای نزدیک به روز دانشجو، حضور نیروهای امنیتی در تهران کاملاً محسوس بود و از بامداد روز دوشنبه، مأموران دولتی در بسیاری از مسیرهای منتهی به دانشگاه تهران و نقاط دیگر شهر متمرکز شده‌اند.
با توجه به شرایط پس از انتخابات بحث‌برانگیز دهمین دوره ریاست جمهوری و ادامه بحران سیاسی در داخل ایران، نهادهای امنیتی از جمله پلیس و نیروی بسیج، علیه تجمع دانشجویان و مردم عادی در خارج از محوطه دانشگاه‌ها هشدار داده‌اند. از زمان برگزاری انتخابات در خرداد ماه و اعلام پیروزی محمود احمدی‌نژاد، که به اتهام تقلب گسترده در این انتخابات منجر شد، مقامات دولتی از صدور مجوز برگزاری هر نوع اجتماع غیردولتی در ایران خودداری ورزیده و با تجمع مخالفان به شدت برخورد کرده‌اند.
در تظاهرات مخالفان در روز ۱۳ آبان، تصاویر حمله نیروهای دولتی و ضرب و شتم تظاهرکنندگان، به خصوص زنان و دختران، از طریق نشر در شبکه‌های اینترنتی، به‌طور گسترده در سطح بین‌المللی پخش شد و انتقاد گسترده جهانی را در پی آورد. به نظر می‌رسد که با توجه به این سابقه، در آستانه برگزاری مراسم روز دانشجو، مقامات دولتی شبکه اینترنتی و مخابراتی در مناطقی از تهران را، ظاهراً با هدف جلوگیری از انتشار گزارش‌ها و تصاویر تجمع‌های اعتراضی، قطع یا مختل کرده‌اند و براساس برخی گزارش‌ها، ارتباط تلفن همراه در بعضی نقاط تهران قطع است.
اقدام دولت ایران در قطع یا ایجاد اختلال در شبکه‌های ارتباطاتی داخلی بی‌سابقه نیست و در ساعات اولیه روز رای‌گیری در انتخابات ریاست جمهوری هم ارتباط از طریق ارسال پیامک در تهران و نقاط دیگری از ایران قطع شد و برای چندین هفته همچنان قطع یا مختل بود. به منظور حفظ سکوت خبری در مورد تظاهرات روز شانزده آذر، جمهوری اسلامی مجوز فعالیت خبرنگاران خارجی در تهران را هم برای چند روز لغو کرده است تا مانع از تهیه گزارش توسط آنان شود.
در روزهای اخیر، دانشجویان شماری از دانشگاه‌ها و مراکز آموزش عالی در ایران با تهیه و انتشار بیانیه‌ها و گزارش‌هایی، از تصمیم به برگزاری مراسم شانزده آذر خبر داده و خواستار حمایت مردم از این تجمع‌ها شده بودند.
مراسم روز شانزده آذر در حالی برگزار می‌شود که روز گذشته، میرحسین موسوی، از رهبران مخالف دولت، با انتشار پیامی تأکید کرد که برخلاف تصور حکومت، حرکت اعتراضی مردم خاتمه نیافته بلکه همچنان ادامه دارد و رو به گسترش است. همچنین، اکبر هاشمی رفسنجانی، رئیس مجلس خبرگان و رئیس مجمع تشخیص مصلحت نظام، در سخنانی در مشهد بار دیگر از وجود مشکلات سیاسی در جمهوری اسلامی سخن گفت و از فقدان تحمل «انتقاد سازنده در کشور» انتقاد کرد.

### در تهران
دانشگاه تهران
نیروهای امنیتی برای جلوگیری از برگزاری تظاهرت روز دانشجو، دانشگاه تهران را به محاصره درآوردند. از ساعات اولیه روز ۱۶ آذر، نیروهای انتظامی در مسیرهای منتهی به دانشگاه تهران و درهای ورودی دانشگاه مستقر شده بودند تا از حرکت مردم برای تجمع در برابر دانشگاه یا خروج دانشجویان از محوطه دانشگاه جلوگیری کنند. به گفته خبرگزاری آسوشیتدپرس، نیروهای پلیس با کنترل کارت دانشجویی تمام افرادی که قصد ورود به دانشگاه تهران را دارند سعی می‌کنند مانع از ورود افراد غیردانشجو و پیوستن آن‌ها به دانشجویان در داخل دانشگاه تهران شوند. گزارش خبرگزاری‌های خارجی در روز دوشنبه، ۱۶ آذرماه، روز دانشجو، حاکی از محاصره دانشگاه تهران توسط «هزاران نیروی ضدشورش و سپاه پاسداران» مسلح به باتون و گاز اشک‌آور است.
گزارش‌ها از تهران حاکی از آن بود که نیروهای امنیتی با استقرار در مسیرهای منتهی به دانشگاه تهران از ساعات اولیه صبح، قصد داشتند تا مانع از خروج دانشجویان از محوطه این دانشگاه شوند. محاصره دانشگاه تهران توسط نیروهای حکومتی به منظور جلوگیری «مصادره راه‌پیمایی روز دانشجو در ایران توسط حامیان جنبش سبز» و در راس آن‌ها میرحسین موسوی و مهدی کروبی صورت گرفته بود.
در حالی که گزارش‌های خبرگزاری‌های بین‌المللی از حضور پرشمار نیروهای امنیتی در اطراف دانشگاه‌های تهران حکایت داشت، شاهدان عینی از بروز درگیری در برخی نقاط این شهر و شلیک گاز اشک‌آور توسط پلیس می‌گفتند.
مأموران پلیس با استقرار چندین اتوبوس و نصب داربستی بزرگ مقابل درب اصلی دانشگاه تهران، تلاش دارند تا مانع دیده شده اعتراض دانشجویان از سوی مردم شوند. ورود و خروج دانشجویان به این دانشگاه و سایر دانشگاه‌ها نیز به شدت کنترل می‌شود. براساس گزارش شاهدان عینی، حضور نیروهای امنیتی و انتظامی از چند روز پیش از تظاهرات در مرکز شهر تهران به خصوص در مسیرهای منتهی به دانشگاه تهران افزایش یافته بود، اما از بامداد روز تظاهرات در اطراف دانشگاه تهران متمرکز شدند.
شاهدان عینی همچنین از پوشانده شدن تلفن‌های عمومی اطراف دانشگاه تهران با نایلون‌های مشکی به منظور جلوگیری از استفاده آن‌ها از سوی معترضان خبر می‌دادند. همچنین به نقل از سایت جرس، بیش از سی اتوبوس با پلاک‌های شهرستان در خیابان‌های اطراف دانشگاه تهران حضور داشتند که احتمالاً نیروهای لباس شخصی و بسیجی را از دیگر شهرستان‌ها به نقاط مرکزی شهر منتقل کرده‌بودند.
در همین حال یک شاهد عینی در داخل دانشگاه تهران در گفتگو با رادیوفردا از تجمع دانشجویان این دانشگاه و سر دادن شعار در حمایت از میرحسین موسوی، رقیب اصلی محمود احمدی‌نژاد در انتخابات، و علیه دولت آقای احمدی‌نژاد خبر داد. این شاهد عینی همچنین از تجمع اعتراضی مردم در تقاطع خیابان‌های ۱۶ آذر و انقلاب و خیابان امیرآباد خبر داد.
همزمان، چند خبرگزاری خارجی و همچنین پیام‌های منتشر شده در سایت‌های اینترنتی از برخورد مأموران امنیتی با تظاهرکنندگان در اطراف دانشگاه تهران خبر داده‌اند.
همزمان، خبرگزاری فارس، که از دولت حمایت می‌کند، در گزارشی از «تجمع بزرگ دانشجویان دانشگاه تهران در محوطه دانشگاه» خبر داده و نوشته است که بیش از دو هزار تن از دانشجویان دانشگاه تهران با شعارهایی در حمایت از آیت‌الله خامنه‌ای و علیه مخالفان، در محوطه دانشگاه دست به راهپیمایی زده‌اند و در مقابل، «حدود پنجاه نفر از طرفداران موسوی… برای ایجاد اغتشاش در دانشگاه به تکاپو افتاده‌اند.»
دانشگاه صنعتی شریف
تجمع دانشجویان دانشگاه صنعتی شریف از ساعت ۱۰:۳۰ صبح آغاز شد. به گزارش خبرنامه امیرکبیر بیش از هزار دانشجوی دانشگاه صنعتی شریف از ساعات اولیه صبح در دانشگاه تجمع کرده و در حال شعار دادن بودند. دانشجویان به سمت درب اصلی دانشگاه در خیابان آزادی حرکت کردند. بیش از صد نیروی گارد ویژه ضدشورش و به همراه تعدادی نیروهای انتظامی و حراست و انتظامات دانشگاه شریف در مقابل درب دانشگاه صف بسته‌اند تا مانع از خارج شدن دانشجویان از دانشگاه شوند.
این تجمع منجر به هواشدن بادبادک‌های سبز رنگ در فضای آسمان شد. به گزارش خبر آنلاین همچون دانشگاه تهران، در اطراف دانشگاه شریف نیز مأموران نیروی انتظامی امور را تحت کنترل داشتند و رفت‌وآمد مردم ادامه داشت. در فضای مقابل درب اصلی دانشگاه شریف بادبادک‌های سبز رنگ در فضای آسمان نگاه هر عابری را جلب می‌کرد.
صدای فریاد «مرگ بر دیکتاتور» دانشجویان دانشگاه شریف و «مرگ بر این دولت مردم فریب» از خیابان‌های اطراف این دانشگاه شنیده می‌شد. به گزارش خبرنامه امیرکبیر بیش از هزار دانشجوی دانشگاه صنعتی شریف از ساعات اولیه صبح ۱۶ آذر، در دانشگاه تجمع کرده بودند و شعار می‌دادند.
دانشگاه صنعتی امیرکبیر (پلی‌تکنیک تهران)
از صبح روز تظاهرات بیش از ۱۵۰۰ دانشجوی پلی تکنیک تجمع اعتراضی خود را در حالی آغاز کردند که نیروهای بسیج از خارج دانشگاه با همکاری وزارت اطلاعات و مدیریت دانشگاه امیرکبیر به دانشگاه منتقل شده‌بودند. نیروهای لباس شخصی و بسیجی غیردانشگاهی همگی کارت‌های زردرنگی در اختیار داشتند که نیروی انتظامی و حراست دانشگاه امیرکبیر با آن‌ها همکاری کرده و اجازه ورود به دانشگاه داده بود.
همزمان از صبح، تعدادی از فعالین دانشجویی دانشگاه امیرکبیر ممنوع‌الورود شده‌بودند. انتظامات دانشگاه امیرکبیر لیستی از فعالین دانشجویی دانشگاه امیرکبیر در اختیار داشت که بر اساس آن باید مانع از ورود این دانشجویان به دانشگاه می‌شد. با این وجود تعدادی از فعالین دانشجویی پلی تکنیک موفق به ورود به دانشگاه شدند تا با خیل عظیم دانشجویان همراه شوند.
دانشجویان شعارهایی همچون «مرگ بر دیکتاتور»، «خونی که در رگ ماست هدیه به ملت ماست» و «دولت کودتا استعفا استعفا» سر دادند. در ادامه دانشجویان دانشگاه امیرکبیر به سمت درب‌های دانشگاه حرکت کردند و به همکاری نیروی انتظامی با نیروهای لباس شخصی اعتراض می‌کردند. هم‌زمان دانشجویان دانشگاه هنر در خیابان ولیعصر نیز به سمت درب‌های دانشگاه در حال حرکت بودند.
نیروی گارد ویژه و سپاه در تلاش برای ممانعت از پیوستن دانشجویان دانشگاه هنر به دانشجویان دانشگاه پلی تکنیک بودند. به نوشته «خبرنامه امیر کبیر»، تنها در دانشگاه امیر کبیر تهران، حداقل ۱۵۰۰ دانشجو تجمع کردند.
دانشگاه هنر
به گزارش خبرنامه امیرکبیر به مناسبت روز دانشجو از صبح این روز دانشجویان دانشگاه هنر دست به تجمع اعتراضی گسترده‌ای زدند.
همچنین نیروهای انتظامی و گارد ویژه در تلاش برای ممانعت از خارج شدن دانشجویان از دانشگاه هنر بودند. دانشجویان دانشگاه هنر واقع در خیابان ولیعصر در تلاش برای خروج از دانشگاه و پیوستن به دانشجویان پلی تکنیک بودند که با ممانعت نیروهای حکومتی مواجه شدند.
دانشگاه سوره
یک شاهد عینی و از دانشجویان دانشگاه سوره نیز خبر از تجمعات اعتراض‌آمیز در این دانشگاه و همراهی مردم با آن‌ها داده بود. یکی دیگر از دانشجویان این دانشگاه در توضیح شرایط روز دانشجو چنین عنوان کرد:

امروز تجمع از ساعت ۱۲ ظهر شروع شد و تا ساعت ۱۲ و ربع بچه‌ها در دانشگاه بودند. از ۱۲ و ربع به بعد دانشجویان تصمیم گرفتند به بیرون دانشگاه بروند. رفتند بیرون دانشگاه و روبه‌روی دانشگاه ایستاده‌اند. مردم همراهی کردند و به دانشجویان پیوستند تا اینکه دیگر نیروهای ویژه ریختند و دانشجویان مجبور شدند برگردند به داخل دانشگاه. وقتی به دانشگاه برگشتند، درها را بستند. نیروهای ویژه جلوی دانشگاه ایستادند و بچه‌ها از پشت نرده‌ها و شیشه‌های جلوی دانشگاه تا رفتن نیروهای ویژه شعار می‌دادند. به گفتهٔ این دانشجو، عمده شعارهای دانشجویان دانشگاه سوره، مرگ بر دیکتاتور، دولت کودتا، استعفا استعفاً و احمد زیدآبادی آزاد باید گردد بوده است.
میدان ولیعصر
گزارش‌هایی از تجمع در میدان ولیعصر و درگیری نیروهای دولتی با مردم در این محل مخابره شد. خبرگزاری رویترز از درگیری در میدان ولی‌عصر تهران بین نیروهای ضدشورش و مردم خبر داد و گفت این نیروها برای متفرق کردن مردم به گاز اشک‌آور متوسل شده‌بودند.
میدان تجریش
خبرگزاری رویترز نیز از تجمع «ده‌ها لباس شخصی موتورسوار» در میدان تجریش تهران خبر می‌دهد و می‌گوید هر لحظه به تعداد این افراد افزوده می‌شود.
میدان فردوسی
میدان انقلاب
از صبح روز تظاهرات، تعداد زیادی از مأموران نیروی انتظامی و گارد ویژه در اطراف میدان انقلاب مستقر شده‌بودند. به گزارش خبرآنلاین، تعداد این نیروها هرچه به محدوده دانشگاه تهران نزدیکتر می‌شدیم، بیشتر می‌شد. به گونه‌ای که در مقابل هر یک از درب‌های این داشگاه بیش از ۱۰ نفر از نیروهای امنیتی تجمع کرده‌اند. گفتنی است با بنرهایی که منقش به تبریک عید سعید غذیر هستند، پیاده‌روهای مقابل دانشگاه تهران پوشانده شده‌اند. آنچنانکه تنها بخش‌هایی از میله‌های سبز رنگ این دانشگاه دیده می‌شود. تمامی مغازه‌های اطراف میدان انقلاب از محدوده خیابان جمالزاده تا ابوریحان نیز تعطیل بودند.
پراکنده
گزارش‌ها همچنین از حضور قابل توجه نیروهای پلیس در اطراف برخی دیگر از دانشگاه‌های تهران از جمله دانشگاه امیرکبیر، شریف و دانشگاه شهید بهشتی حکایت دارد.
رویترز و آسوشیتدپرس نیز از بروز درگیری‌های پراکنده میان مردم معترض و پلیس در میدان انقلاب، میدان ولیعصر و خیابان‌های اطراف دانشگاه تهران خبر داده‌اند.
خبرگزاری فرانسه نیز می‌گوید در تقاطع خیابان‌های انقلاب و ولی‌عصر بین نیروهای دولتی و مردم حاضر در تجمع اعتراضی درگیری شده و مردم با شعارهای «مرگ بر دیکتاتور» و «نترسید، نترسید، ما همه با هم هستیم» با این نیروها روبه‌رو شده‌اند.
نیروهای پلیس برای پراکنده کردن مردم، تیراندازی هوایی کردند.
به گزارش خبرنگار جرس، از حدود ساعت یازده و نیم صبح، در خیابان انقلاب تقاطع طالقانی درگیری‌های پراکنده‌ای بین گروه‌های مردم و نیروهای نظامی روی داد که پلیس برای پراکنده کردن مردم به باتوم و گاز اشک‌آور متوسل شد.
در پیاده‌روهای جنوبی خیابان انقلاب و روبه روی دانشگاه تهران نیز نیروهای نظامی دو زن میانسال را که پارچه سبز به کیف دستی خود آویخته بودند را با خشونت دستگیر و آن‌ها را به ون‌های مستقر شده پلیس منتقل کردند.
در مقابل پارک دانشجو و در محوطه تئاتر شهر نیز صدها مأمور ضد شورش تجمع کرده‌بودند.
عده‌ای از مردم شرکت‌کننده در تجمع‌های اعتراضی روز ۱۶ آذرماه نیز با شعارهای تازه‌ای به خیابان‌ها آمده‌بودند چون «پلیس ضدشورش، احمدی‌رو بشورش» و «پول نفت چی شده، خرج بسیجی شده».
یک شاهد عینی در گفتگو با رادیوفردا از درگیری دانشجویان دانشگاه هنر و امیرکبیر تهران با نیروهای انتظامی و امنیتی جمهوری اسلامی و پرتاب سنگ در دو طرف خبر می‌داد.
همچنین گزارش‌هایی از تجمع دانشجویان معترض در دانشگاه امیرکبیر، دانشگاه شریف، خواجه نصیر (هم واحد سیدخندان و هم واحد میدان ونک) و دانشگاه هنر در تهران منتشر شده است.
این گزارش‌ها حاکی از آن است که نیروهای دولتی برای متفرق کردن تظاهرکنندگانی که علیه دولت شعار می‌دادند، به پرتاب گاز اشک‌آور و احتمالاً تیراندازی هوایی در میدان انقلاب دست زده‌اند.
همچنین ویدیوهایی از تجمع دانشجویان در دانشگاه امیرکبیر، دانشگاه تهران، مشهد، دانشگاه شریف، و موتورسواران بسیج در خیابان‌های تهران منتشر شد.
شعارها
نمونه‌شعارهای معترضان در این روز:
- مرگ بر خامنه‌ای[۷۷][۷۸]
- خامنه‌ای قاتله، ولایتش باطله[۷۹][۸۰]
- غزه و لبنان کمن، رفتن سراغ یمن
- پلیس ضدشورش، احمدی‌رو بشورش
- پول نفت چی شده، خرج بسیجی شده
- مرگ بر دیکتاتور
- نترسید، نترسید، ما همه با هم هستیم
- مرگ بر این دولت مردم‌فریب
- یا حسین، میر حسین
- زندانی سیاسی آزاد باید گردد
- ایران شده بازداشتگاه، اوین شده دانشگاه
- نداییم، سهرابیم، ما همه یک صداییم
- بسیجی حیا کن، دانشگاه رو رها کن
- ستمگر دروغ گو، کارت دانشجوییت کو (خطاب به بسیجیانی که وارد دانشگاه تهران شده‌بودند)[۸۱]

### در سایر شهرهای ایران
- مشهد:[۲][۴] بر اساس گزارش‌ها، تجمعی نیز در دانشگاه فردوسی مشهد برگزار شد که به گفتهٔ یکی از شاهدان عینی در گفتگو با «رادیو فردا» بیش از هزار[نیازمند منبع] دانشجو در آن علیه دولت شعار دادند. همچنین تجمعی مشابه در دانشگاه آزاد مشهد[نیازمند منبع] صورت گرفت و چندین تن بازداشت شدند.[۸۲][۸۳]
- کرمانشاه:[۲][۴] تجمع اعتراضی دانشجویان دانشگاه رازی از ساعت ۱۳:۱۵ شانزده آذر در مقابل دانشکده فنی شروع شده و هر لحظه به جمعیت دانشجویان افزوده می‌شد. به گزارش خبرنامه امیرکبیر این تجمع حالی برگزار شد که طی هفته‌های پیش از آن چندین دانشجوی این دانشگاه با احکام انضباطی روبرو شده و امکان ورود به دانشگاه را نداشتند. در خیابان‌های منتهی به دانشگاه رازی حضور نیروهای امنیتی و گارد ویژه محسوس بوده است و مأموران حراست دانشگاه نیز از ۲۰ نفر به ۲۰۰ نفر افزایش یافته بودند. این تجمع علاوه بر شانزده آذر، هفدهم و هجدهم آذر نیز ادامه خواهد داشت. در شامگاه ۱۵ آذر نیز دانشجویان ساکن خوابگاه دانشگاه رازی با «فریاد الله اکبر» و «مرگ بر دیکتاتور» خشم خود را نسبت به ظلم و استبداد موجود در ایران نشان دادند.[۶۳][۸۳]
- اراک:[۲][۴] در دانشگاه آزاد اراک بیش از هزار نفر از دانشجویان، هم‌زمان با دانشجویان سایر نقاط ایران، با برپایی تظاهراتی آرام به گرامی‌داشت روز دانشجو پرداختند. پس از برگزاری تظاهرات ۱۳ آبان در دانشگاه آزاد اراک، فشارهای فراوانی از سوی مسئولین دانشگاه و نهادهای امنیتی خارج دانشگاه، بر دانشجویان فعال این دانشگاه به منظور جلوگیری از تکرار تجمعی مشابه در روز ۱۶ آذر، آورده شده بود، با این وجود دانشگاه آزاد اراک در این روز شاهد شعارهای دانشجویان به حمایت از جنبش سبز بود.[۸۴] این تظاهرات در حیاط دانشگاه و از حدود ساعت ده صبح شروع شد و با پخش اذان ظهر در دانشگاه به پایان رسید. در این تظاهرات دانشجویان با سر دادن شعارهایی علیه دولت حاکم و در اعتراض به رویدادهای پیش‌آمده بعد از انتخابات با ابراز انزجار از وقایعی چون تیراندازی به مردم و وقایع کهریزک، خواستار آزادی زندانیان سیاسی و توقف برخوردهای غیرقانونی با دانشجویان شدند.[۸۴] در این تجمع دانشجویان با خواندن سرود یار دبستانی شعارهایی در حمایت از جنبش سبز سر دادند. در این تجمع پس از به اهتزاز درآمدن پارچه‌های سبز توسط دانشجویان، نیروهای حراست دانشگاه به دانشجویان هجوم برده و درگیری‌های پراکنده‌ای بین دانشجویان و نیروهای حراست دانشگاه به وجود آمد.[۸۴]
- اصفهان:[۲]
- سقز:[۸۵] در دانشگاه آزاد سقز، علی‌رغم اینکه با هدف مانع شدن از حرکت اعتراضی دانشجویان، این دانشگاه را تعطیل اعلام کرده بودند، بیش از ۵۰۰ دانشجو در تجمعی اعتراضی در دانشگاه حاضر شدند. دانشجویان با وجود هوای بارانی، در حیاط و سالن دانشگاه جمع شدند. بگفته یکی از شاهدان عینی، علی‌رغم حضور محسوس مأمورین امنیتی و حراست، دانشجویان در دانشگاه تحصن کردند و اعتراض خود را به نمایش گذاشتند.[۸۶]
- مریوان:[۸۵] به رغم جو شدید امنیتی و تهدیدها، مراسم روز دانشجو در دانشگاه پیام نور مریوان برگزار شد. این مراسم در حالی برگزار شد که نیروهای امنیتی جهت جلوگیری از مراسم روز ۱۶ آذر وارد دانشگاه پیام نور مریوان شدند. بنا به گزارش خبرنگار روانیوز از مریوان «یکی از مأمورین به نام میرزایی دانشجویان را تهدید کرده تا آنان را از برگزاری مراسم بازدارد، ولی دانشجویان با وجود فشار نیروهای امنیتی، به مراسم خود ادامه داده و این روز را گرامیداشتند.»[۸۶]
- کرمان:[۲]
- شیراز:[۱][۴] خبرگزاری تابناک از تجمع یکصد نفر در بیرون از دانشگاه شیراز خبر داد.[۸۳]
- تبریز:[۱][۴]
- رشت:[۱]
- کاشان:[۲]
- سنندج:[۸۵] در دانشگاه کردستان به رغم تدابیر شدید امنیتی، صدها دانشجو معترض به دولت احمدی‌نژاد روز ۱۶ آذر وارد تالار مولوی شدند و همصدا با دیگر دانشجویان کشور علیه دولت دهم و در حمایت از جنبش سبز شعار سر دادند.[۸۵] این تجمع اعتراضی در تالار مولوی دانشگاه کردستان از ساعت ۹ صبح روز ۱۶ آذر در پاسداشت روز دانشجو برگزار شد، که با سر دادن شعار و همچنین سرودخوانی و تجمع دانشجویان در ساعت ۱۲:۳۰ ظهر به پایان رسید.[۸۵][۸۶] یکی از شاهدان عینی ضمن تأیید این خبر به روانیوز گفت: «تعداد دانشجویان معترض حدوداً ۱۰۰۰ نفر بود که این تعداد در تجمعات دانشجویی کردستان در سال‌های گذشته بی‌نظیر بوده است.»[۸۶] مشاهدات حاکی از آن بود که این تظاهرات، بزرگ‌ترین اقدام اعتراضی دانشجویان دانشگاه کردستان در چند سال پیش از آن به‌شمار می‌رفت.[۸۵][۸۶] پایگاه خبری تحلیلی روا نیوز با تشریح جزئیات بیشتر در خصوص اعتراض دانشجویان دانشگاه سنندج نوشت: «ساعت ۹ صبح در میان تدابیر شدید امنیتی و تهدیدهای مقامات امنیتی و مسولان دانشگاه، صدها دانشجوی معترض سنندجی در داخل تالار مولوی مراسم بزرگداشت روز دانشجو را آغاز کردند، اما مدت کوتاهی بعد از آغاز مراسم، با حضور صدها دانشجوی دیگر در محوطه دانشگاه سنندج، مراسم از داخل تالار به بیرون تالار انتقال داده شد.»[۸۵] در این مراسم دانشجویان با سر دادن شعارهایی نظیر «دانشجو می‌میرد، ذلت نمی‌پذیرد» و «زندانی سیاسی، آزاد باید گردد» و «مرگ بر دیکتاتور» و دیگر شعارها، حمایت خود را از جنبش دانشجویی اعلام کردند و در پایان در حالی که سرود «یار دبستانی» می‌خواندند در محوطهٔ دانشکده ادبیات تجمع کردند. این تجمع نیز با سر دادن شعار همراه بود. در نهایت تجمع دانشجویان معترض ساعت ۱۲:۳۰ به پایان رسید.[۸۶] بنا به گفتهٔ شاهدان عینی: «نکته حائز اهمیت در این مراسم و تجمع بعد از آن، حضور پررنگ نیروهای حراست و اطلاعات بود که اقدام به گرفتن فیلم و عکس از دانشجویان نمودند و در پایان اقدام به تعقیب دانشجویان و تهدید آن‌ها نمودند و دربرخی موارد اقدام به گرفتن کارت دانشجویی آن‌ها نمودند.» همچنین از شامگاه ۱۵ آذر تمامی سیستم‌های مخابراتی شهر سنندج و برخی دیگر از شهرهای کردستان مختل شده بود.[۸۶]
- قزوین:[۳] هزاران تن از دانشجویان دانشگاه آزاد قزوین در روز ۱۶ آذر بار دیگر تجمع اعتراض‌آمیز باشکوهی را برگزار کردند.[۳]

علیرغم تدابیر امنیتی شدید و تهدیدات صورت گرفته از جانب مسئولین دانشگاه مبنی بر برخورد با هرگونه تظاهرات در روز ۱۶ آذر، تعداد کثیری از دانشجویان گردهم آمدند.
دانشجویان دانشگاه آزاد قزوین در محوطه دانشگاه پارچه نوشته بزرگی را حمل می‌کردند. بر این پارچه با خط درشت نوشته شده: «دانشگاه زنده است».
این گروه از دانشجویان شعارهای تندی علیه رهبر ایران سر می‌دادند، از جمله می‌گفتند:
- ما می‌گیم شاه نمی‌خوایم، اسمشو رهبر می ذارن.[۸۸]
- خامنه‌ای قاتله ولایتش باطله.[۸۹]
- مرگ بر دیکتاتور چه رهبر چه دکتر.[۹۰]
- مجتبی بمیری رهبری رو نبینی.[۹۱]

حضور نیروهای لباس شخصی نیز که برای فیلمبرداری از جمعیت تظاهر کنندگان بود بسیار پررنگ گزارش شده است.
- همدان:[۴]
- مهاباد:[۸۵]
- بندرعباس:[۱]
- بروجرد:[۱]
- زنجان:[۱]

### در دیگر کشورها
- جمهوری چک[۵]
- آلمان:[۵] ایرانیان مقیم آلمان در همبستگی با جنبش سبز مردم ایران مراسم گوناگونی را در روز ۱۶ آذر تدارک دیدند. آنان در کنار تظاهرات خیابانی، جلسات بحث دربارهٔ پیوند جنبش دانشجویی با جنبش آزادیخواهی مردم ایران برگزار کردند. بیشتر این حرکت‌ها روز دوشنبه از ساعت ۴ عصر به وقت آلمان آغاز شد. در شهر فرانکفورت علی‌رغم هوای سرد و بارانی، از صبح روز ۱۶ آذر، حدود ۳۰۰ نفر از ایرانیان در برابر کنسولگری جمهوری اسلامی ایران دست به تظاهرات زدند.[۹۲] در شهر دورتموند نیز تظاهراتی متشکل از قشرها گوناگون ایرانیان مقیم این شهر برپا شد.[۹۲] در شهر کلن از ساعت ۴ بعدازظهر تظاهراتی خیابانی از دانشگاه کلن آغاز شد و تظاهرکنندگان راه کلیسای جامع شهر کلن را پیش گرفتند که در مرکز این شهر قرار دارد. به گفته یکی از سازمان‌دهندگان تظاهرات کلن، تظاهرکنندگان که در ساعت ۵ و نیم بعدازظهر حدود ۶۰۰ نفر بودند، با شمع و مشعل در دست و در صفی منظم در مرکز شهر کلن حرکت می‌کردند. این تظاهرات با حمایت گروهی از شهروندان آلمانی روبرو شد که به صف تظاهرات پیوستند.[۹۲]
- انگلیس:[۵]
- هلند:[۵] در دانشگاه شهر دلفت هلند برنامه‌ای با حضور متفکرین، دانشجویان و هنرمندان ایرانی و غیر ایرانی که حدوداً برای سه ساعت ادامه داشت، برگزار شد. این برنامه به صورت زنده نیز توسط کاربران اینترنتی قابل مشاهده بود.[۵]
- سوئد:[۵]
- فرانسه:[۵] در شهر پاریس، «کمیته مستقل ضد سرکوب شهروندان ایرانی» در عصر ۱۶ آذرماه در مقابل دانشگاه سوربن هماهنگ با همهٔ شهرهای دیگر، تظاهرات برگزار کردند. یکی از اعضای این کمیته هدف از این تظاهرات را رساندن «صدای مردم داخل کشور» به بیرون دانست. وی گفت «ما امروز بیانیه‌ای صادر کردیم که برای اولین بار بین چند شهر اروپایی و آمریکایی گشته و امضای این شهرها پای آن است. همچنین امضای بسیاری از سندیکاها و نهادهای دانشجویی کشور فرانسه برای اولین بار در حمایت از جنبش دانشجویی پای این بیانیه خورده است.»[۵]
- ایتالیا:[۵] در شهر فلورانس، دانشجویان ایرانی مقیم این شهر که پیشتر نیز فعالیت‌هایی در این زمینه داشتند، صبح روز ۱۶ آذر برخی از دانشگاه‌های این شهر را به رنگ سبز درآوردند و برنامه‌هایی را برای روز ۱۸ آذر تدارک دیدند.[۵] آزاده، از اعضای این گروه دانشجویی، در مورد برنامه‌های شهر فلورانس گفت: «طبق قرار قبلی امروز در فلورانس قرار شد چند دانشگاه را سبز کنیم که به معنی آویزان کردن پرچم سبز سر در دانشگاه‌های اصلی فلورانس بود. ما با ۳۸ دانشگاه در تمام دنیا هماهنگ کرده بودیم، که این روز را روز سبز دانشجو بنامیم و چون این روز در ایتالیا تعطیل رسمی بود، ما برای ۱۸ آذر برنامه سخنرانی، تئاتر، موسیقی و نمایشگاه عکس از رخدادهای اخیر ایران تدارک دیدیم.»[۵] همچنین دانشجویان شهر رم در دانشگاه لا ساپینزا، تجمعی اعتراضی برگزار کردند.[۵]
- آمریکا:[۵] در این روز در آمریکای شمالی برنامه‌هایی در بیش از ۱۵ دانشگاه مختلف، توسط دانشجویان ایرانی و غیر ایرانی برگزار شد.[۵] در جنوب کالیفرنیا، ایرانیان در مقابل دانشگاه یو سی اِل اِی گرد آمدند. این مراسم توسط «کمیته همبستگی برای حمایت از خواست مردم ایران» سازماندهی شده بود. در شهر واشینگتن دی سی پایتخت آمریکا نیز مراسمی مشابه در مقابل کاخ سفید، برگزار شد.[۱]
- کانادا:[۵] در این روز در ۹ دانشگاه کانادا برنامه‌هایی هم‌زمان با تظاهرات اعتراضی ایران برگزار شد.[۵]

## حاشیه‌ها و تعرض به حامیان جنبش

### سوء قصد به زهرا رهنورد
همزمان با تظاهرات روز دانشجو در ۱۶ آذر، گروهی از زنان بسیجی به زهرا رهنورد حمله کردند. رادیو آلمان به نقل از سایت کلمه، سایت خبررسانی میرحسین موسوی، نوشت که زهرا رهنورد، استاد دانشگاه تهران و همسر آقای موسوی، ابتدا در محل کارش در دانشکده هنرهای زیبا و پس از آن در خیابان وصال تهران با گاز فلفل مورد حمله لباس شخصی‌ها قرار گرفته است. بگفته سایت کلمه، افراد مهاجم از فاصله نزدیک به صورت زهرا رهنورد گاز فلفل پاشیدند که به «تنگی نفس و نابینایی موقت» او منجر شد. همچنین برای بار دوم، در پیش‌ازظهر ۱۷ آذر نیز گروهی از زنان لباس شخصی با هجوم به دانشکده هنرهای زیبا قصد حمله به وی را داشتند.

### شائبهٔ بازداشت موقت فائزه هاشمی
فائزه هاشمی، دختر اکبر هاشمی رفسنجانی (رئیس مجلس خبرگان رهبری و رئیس مجمع تشخیص مصلحت نظام وقت)، نیز در هنگام حضور در تظاهرات دانشجویی، به‌طور موقت بازداشت شد.
با این حال، وی با صدور اطلاعیه‌ای در تاریخ ۱۸ آذر، این خبر را تکذیب کرد و گفت: «پیروی انتشار خبر کذب دستگیری فائزه هاشمی در ۱۶ آذر توسط خبرگزاری رسمی جمهوری اسلامی ایران (ایرنا)، بدین وسیله به اطلاع می‌رساند که اینجانب دانشجوی دکترای واحد علوم و تحقیقات دانشگاه آزاد بوده و در روز دوشنبه ۱۶ آذر برای خروج از دانشگاه به حیاط دانشگاه آمدم، دانشجویان اجتماع داشتند و مرا مورد استقبال قرار دادند و از حضورم تشکر کردند. حراست دانشگاه جهت جلوگیری از تهییج دانشجویان از اینجانب خواهش کرد که تا پایان برنامه در واحد مدیریت دانشگاه باقی بمانم، لذا هیچ‌گونه بازداشتی در کار نبوده و این خبر کاملاً تکذیب می‌گردد. متأسفانه رسانه‌های دولتی همچنان با استفاده از دروغ و تهمت در مسیر هدف نادرست و ناپاک خود در مقابله با جریان غالب حرکت کرده و از انجام هیچ کار غیرانسانی و غیراخلاقی و مغایر با اصول اسلامی دریغ ندارند.»

## آسیب‌دیدگان و دستگیرشدگان
در تظاهرات ۱۶ آذر، بسیاری از معترضین بازداشت شدند. به گفته شاهدان عینی، مأموران امنیتی و انتظامی عده زیادی از دانشجویان و تظاهرکنندگان را بازداشت کردند. همچنین گفته می‌شود که پنج اتوبوس نیروی انتظامی با عدهٔ زیادی از افراد بازداشت‌شده از دانشگاه امیرکبیر خارج شده بودند. این درحالی است که فرمانده نیروی انتظامی تهران، تعداد بازداشت شدگان را ۲۰۴ نفر اعلام می‌کند، اما نایب رئیس کمیسیون امنیت ملی و سیاست خارجی مجلس از تعداد بازداشت شدگان اظهار بی‌اطلاعی می‌کند و می‌افزاید: «به نظر می‌رسد تعداد بازداشت شدگان، همان ۲۰۳ نفری است که در رسانه‌ها اعلام شده است.» در تاریخ ۱۷ آذر، عباس جعفری دولت‌آبادی دادستان تهران آزادی ۸۶ نفراز دستگیرشدگان تجمعات ۱۶ آذر در تهران را تأیید کرد.

### مجید توکلی
به گزارش «خبرنامه امیرکبیر»، مجید توکلی، یکی از سخنرانان اصلی در مراسم روز دانشجو، پس از مراسم دانشجویان پلی تکنیک در این دانشگاه بازداشت شد. وی پس از برگزاری مراسم و هنگام خروج از دانشگاه با همکاری نیروهای حراست و بسیج دانشگاه امیرکبیر توسط نیروهای وزارت اطلاعات بازداشت شد. این فعال دانشجویی پیش از این نیز در بهمن ماه سال گذشته، هنگام شرکت در مراسم بزرگداشت مهندس بازرگان، در مقابل «حسینیهٔ ارشاد» بازداشت شده بود. در بیانیهٔ انجمن اسلامی دانشجویان پلی‌تکنیک با اشاره به تصاویری از مجید توکلی عضو این انجمن اسلامی که توسط برخی سایت‌های حامی دولت حاضر همچون ایرنا و فارس منتشر شده بود، چنین آمد: «اعتراض‌های پرشکوه و گسترده دانشجویان مقاوم ایران در سراسر کشور آنچنان مستبیدین فرومایه کشور را گیج کرده است که راهی جز، لباس مبدل بر تن مجید توکلی کردن و عکس انداختن از وی را پیدا نکرده‌اند. بی‌خبر از آنکه بفهمند مجید توکلی افتخار جنبش دانشجویی بوده و هست، چه با لباس زنانه و چه با لباس مردانه.»
در همین راستا خبرگزاری فارس، خبرگزاری حامی دولت، عکس‌هایی از مجید توکلی در پوشش زنانه را منتشر کرده و حرکت او را با فرار ابوالحسن بنی‌صدر از ایران مقایسه نموده و می‌افزاید او یکی از کسانی بود که در مخالفت با حضور محمود احمدی‌نژاد در دانشگاه امیرکبیر نقش اساسی را ایفا کرده است.

### دیگر فعالان دانشجویی
همچنین گفته شده بود که سهراب کریمی، فعال دانشجویی، نیز توسط نیروهای امنیتی بازداشت شده بود. پیش از آن خبر رسیده بود که هژیر کردنژاد، دانشجوی دانشکده علوم اجتماعی تهران، دستگیر شده بود.

## محدودیت‌های ایجاد شده برای تظاهرات

### اختلال در اینترنت
در آستانه روز ۱۶ آذر، گزارش‌هایی از آهسته شدن سرعت اینترنت و اختلال در شبکه اینترنتی ایران منتشر می‌شد، تا جایی که شمار زیادی از کاربران قادر به استفاده از ایمیل نبودند و سرعت اینترنت به ویژه در تهران بسیار پائین بود.
از ظهر روز شنبه ۱۴ آذر، دسترسی به اینترنت در نواحی مختلف ایران با سرعت بسیار پایین امکان‌پذیر بود به نحوی که امکان استفاده عادی برای کاربران اینترنتی در کشور وجود نداشت. خبرگزاری فرانسه در ایران در تاریخ ۱۴ آذر به نقل از یک منبع ناشناس گزارش داد که اختلال فعلی ناشی از تصمیم مقام‌های ایران است و یک مشکل فنی نیست. در واقع شبکهٔ اینترنت در تهران از تاریخ ۱۴ آذر عملاً قطع بود و وزارت ارتباطات ایران به خبرگزاری رویترز گفت که در تاریخ ۱۶ آذر علاوه بر اینترنت، شبکه تلفن همراه ایران نیز قطع خواهد بود.
در ۱۶ آذر در ادامهٔ اختلال در اینترنت در روزهای گذشته‌اش، سرعت اینترنت به حدی کاهش یافت که امکان استفاده از مسنجر برای بسیاری از مشترکان اینترنت وجود نداشت.
کاربران اینترنتی در ایران پس از انتخابات ریاست جمهوری این کشور، بارها با اختلال در اینترنت مواجه بوده‌اند. هم‌زمان با آغاز شمارش آرا در خرداد ماه، اختلال در اینترنت آغاز شد و با برگزاری مراسم روز قدس در ۲۷ شهریور ماه نیز این اختلال افزایش پیدا کرد. به اعتقاد برخی کارشناسان مشکل اینترنت در ایران، موضوع تکنیکی نیست و نوعی کنترل از سوی دولت برای عدم اطلاع‌رسانی وقایع این کشور است. تاکنون دسترسی به شبکه اینترنت در مقاطع بسیاری در ایران با محدودیت شدید و اختلال مواجه شده است به ویژه در زمان‌هایی که از طرف حامیان جنبش سبز برای انجام برنامه‌های اعتراضی اعلام می‌شود.

### لغو مجوز کاری خبرنگاران خارجی
مقامات ایران به امید جلوگیری از ترغیب به تظاهرات اعتراضی، مطبوعات خارجی را از پوشش خبری تظاهرات دانشجویی ۱۶ آذر منع کردند. وزارت فرهنگ و ارشاد اسلامی از طریق ارسال پیامک تلفنی به خبرنگارانی که در ایران برای خبرگزاری‌های خارجی کار می‌کنند اطلاع داد که همه مجوزها و معرفی نامه‌هایی که برای فعالیت آنان در سطح شهر صادر شده، از تاریخ ۱۶ آذر تا ۱۸ آذر از درجه اعتبار ساقط است. خبرنگاران رسانه‌های خارجی در این دو روز نمی‌توانستند از دفاتر خود خارج شوند.
خبرگزاری رویتر هم از ایران گزارش داد که دولت ایران مجوز خبرنگاران خارجی برای پوشش خبری وقایع تهران بین روزهای هفتم تا نهم دسامبر (شانزده تا هفده آذر) را لغو کرده است. سازمان گزارشگران بدون مرز نیز که مقر آن در پاریس است با انتشار بیانیه‌ای وخامت آزادی مطبوعات در ایران را مورد انتقاد قرار داد و خبر داد که روزنامه‌نگاران ایرانی پیوسته از سوی سرویس‌های اطلاعاتی، به ویژه اطلاعات سپاه پاسداران احضار و بازجویی می‌شوند.

### اختلال در شبکهٔ مخابرات و خدمات مخابراتی
از تاریخ ۱۵ آذر و در آستانهٔ تظاهرات روز دانشجو، سرعت شبکه اینترنت در کشور به شدت کاهش یافت و حتی برخی خطوط موبایل قطع شدند. تا جایی که از شب ۱۶ آذر خطوط تلفن و تلفن‌های همراه دچار اختلال شد و مشترکان با مشکل مواجه شدند.
روز ۱۶ آذر نیز ارتباط تلفن همراه در برخی از مناطق تهران قطع شد. از ساعت ۱۰ صبح ۱۶ آذر در برخی از مناطق مرکزی شهر تهران همچون محدوده دانشگاه تهران، میدان انقلاب، کوی دانشگاه تهران در امیرآباد و اطراف دانشگاه پلی تکنیک تلفن‌های همراه از دسترس خارج شد و امکان تماس برای شهروندان مقدور نبود. همچنین گزارش‌های تأیید نشده‌ای هم از گستردگی این اختلالات تلفن همراه در سایر مناطق هر شهر نیز وجود داشت.
منابع در تهران و برخی شهرهای بزرگ دیگر حاکی است مردم معتقدند مقامات حاکم در تلاش برای جلوگیری از ارسال پیام‌ها و گزارش‌های مردمی به شبکه اینترنت یا اطلاع‌رسانی تلفنی دربارهٔ تظاهرات روز دوشنبه، در شبکه اینترنت و موبایل اختلال ایجاد کرده‌اند.

### حبس خانگی فعالان مدنی و دانشجویی
نیروهای امنیتی با تعقیب، تهدید و مسدود کردن راه‌های ارتباطی فعالین مدنی و دانشجویی را در شب قبل از برگزاری مراسم ۱۶ آذر تحت فشار قرار دادند. به گزارش واحد اندیشه و بیان مجموعه فعالان حقوق‌بشر در ایران، نیروهای امنیتی بسیاری از فعالین دانشجویی و مدنی را با حضور در مقابل درب منازل آنان از شب قبل از ۱۶ آذر تحت نظر داشتند. این مأموران با نشستن در ماشین‌ها مقابل منازل دانشجویان و فعالان عبور و مرور آن‌ها را تحت نظر گرفته و باعث نگرانی خانواده‌های آنان شدند.

## واکنش‌ها و اظهارات مرتبط پس از تظاهرات

### در ایران
- در ۱۶ آذر و پس از تظاهرات، مکارم شیرازی خواستار مذاکره با معترضان به نتایج انتخابات ریاست جمهوری شد. وی ضمن تأکید بر لزوم برخورد با افرادی که او «عده معدودی آشوبگر خیابانی» نامید، افزود: «بالاخره آن‌ها ۱۳، ۱۴ میلیون هستند و افراد این کشورند.» او با اشاره به اینکه در کشورهای دیگر با دو میلیون و سه میلیون مخالف می‌نشینند مذاکره می‌کنند، گفت: «باید نشست و مذاکره کرد و شرط آن هم ایجاد یک فضای آرام است». او نسبت به امکان دستیابی به وحدت در کشور ابراز خوش‌بینی کرد و گفت: «الان باید آتش‌بس داده شود. شرط اول این است که یک حالت آرام ایجاد شود. بعد یک عده افراد که واقعاً مورد احترام جامعه هستند و معتدل هستند بنشینند اصول وحدت را بنویسند.»[۱۰۷]
- مهدی کروبی از رهبران معترض در گفتگو با روزنامه فرانسوی «لوموند» با اشاره به این که نظام از دو اصل بنیادی جمهوریت و اسلامیت منحرف شده است، هشدار داد که «نه امروز و نه فردا، سرکوب راه حل نیست.» وی در این مصاحبه، با تأکید بر اهمیت جنبش دانشجویی در ایران گفت: لایه‌های مختلفی از جامعه از جمله زنان، بازاریان، دانشجویان، روحانیون، کارمندان و… در جنبش اعتراضی شرکت کردند، چرا که «نظام از دو اصل بنیادی خود یعنی جمهوریت و اسلام منحرف شده است.» او گفت «آشتی ملی گزینه خوب و منطقی است و عقلای دو طرف مخالفتی با آن ندارند… اما برای رسیدن به آشتی ملی باید زمینه را فراهم کرد. در حال حاضر شرایط برای چنین کاری فراهم نیست. برخی نمی‌خواهند هیج چیز را رها کنند و همه چیز را برای خودشان می‌خواهند. به هر حال سرکوب راه حل نیست. نه امروز و نه فردا.»[۱۰۸]
- در تاریخ ۱۷ آذر خانوادهٔ سرداران ابراهیم همت و مهدی باکری در بیانیه‌ای، ۱۶ آذر را «روز حماسه بزرگ ملت ایران» دانستند. در بخشی از این بیانیه آمده بود: «آری روز ۱۶ آذر مالک اشترها در مبارزه با قاسطین و میرزاکوچک خان در مبارزه با جفای روس‌ها و در یک‌کلام روز حماسه ملت بزرگ ایران است که تجلی آن در دانشجویان رشیدی است که سر سبز آنان و زبان سرخ آنان همانند قلب سفید و پاک همت‌ها و باکری‌ها برای همیشه پرچم سه رنگ سبز و سفید و سرخ ایران را با نام مقدس الله در اهتزاز نگه می‌دارد.» خانواده‌های ابراهیم همت و مهدی باکری در بخش دیگری از این بیانیه بیان داشتند که «بدخواهان جمهوریت نظام و سپس اسلامیت آن را» نشانه رفته‌اند.[۱۰۹]
- در تاریخ ۱۸ آذر، انجمن اسلامی دانشجویان پلی تکنیک به صدور بیانیه‌ای در خصوص حوادث ۱۶ آذر و تشکر از حضور دانشجویان پرداخت. انجمن اسلامی دانشجویان پلی‌تکنیک در این بیانیه از تمامی دانشجویان ایران به دلیل شرکت پرشکوه در تجمعات روز دانشجو تشکر کرد. به گزارش خبرنامه امیرکبیر در این بیانیه همچنین با اشاره به تصاویری از مجید توکلی عضو این انجمن اسلامی پلی تکنیک که توسط برخی سایت‌های حامی دولت حاضر همچون ایرنا و فارس منتشر شده بود، چنین آمد: «اعتراض‌های پرشکوه و گسترده دانشجویان مقاوم ایران در سراسر کشور آنچنان مستبیدین فرومایه کشور را گیج کرده است که راهی جز، لباس مبدل بر تن مجید توکلی کردن و عکس انداختن از وی را پیدا نکرده‌اند. بیخبر از آنکه بفهمند مجید توکلی افتخار جنبش دانشجویی بوده و هست، چه با لباس زنانه و چه با لباس مردانه.»[۹۹]
- یوسف صانعی در ۲۰ آذر در دیدار با محتشمی پور با اظهار تأسف شدید از حادثه اهانت به تمثال سیدروح‌الله خمینی در ۱۶ آذر گفت: «برخی‌ها وقتی به بن‌بست می‌رسند حتی از امام هم نمی‌گذرند و از امام سرمایه‌گذاری می‌کنند، انسان‌های ظالم عکس امام را آتش می‌زنند بعد می‌گویند کار دانشجویان بوده است در حالیکه دانشجویان فدایی امام هستند و همه چیزشان را از امام دارند.»
همچنین افزود: «ما تاریخ را دیده‌ایم، ماجرای آتش زدن سینما رکس آبادان و مسجد جامع کرمان را هم دیده‌ایم که چه کسانی آمدند و آتش زدند و بعد گفتند کار انقلابیون بوده است!»[۱۱۰]
- علی خامنه‌ای رهبر جمهوری اسلامی ایران پس از حوادث ۱۶ آذر در میان جمعی از طلاب و حوزویان وعده نابودی مخالفانش را داد و از سران مخالفانش درخواست نمود متنبه شوند و آنان را برادران سابق خود خطاب نمود. علی خامنه‌ای با اشاره به مواردی از «فاصله گرفتن» یاران روح‌الله خمینی از «انقلاب» و طرد آن‌ها در گذشته، گفت که او تمایلی به دفع مخالفان ندارد، اما از نظر او گویا خود آن‌ها اصرار دارند که از نظام فاصله بگیرند.[۱۱۱] در قسمت‌هایی از این سخنرانی آمده است: وقتی می‌بینند همه آدمهای فاسد، سلطنت‌طلب، از اینها حمایت می‌کند، توده‌ای از اینها حمایت می‌کند، رقاص و مطرب فراری از کشور از اینها حمایت می‌کند، باید متنبه بشوند، باید چشمشان باز بشود، باید بفهمند؛ خب بکشید کنار! انتخابات تمام شد، یک انتخاباتی بود، قانونی هم بود، درست هم بود.[۱۱۲]

### در جهان
- ایالات متحده نگرانی خود را از سرکوب اعتراضات مسالمت‌آمیز در ایران اعلام نمود. ایان کلی، سخنگوی وزارت امور خارجه آمریکا، گفت که «مقابلهٔ خشونت‌آمیز با مردمی که اعتراض خود را با مسالمت بیان کرده‌اند، نشان می‌دهد که جمهوری اسلامی به اصول مندرج در قانون اساسی کشور خود اعتنایی ندارد.»[۹۳]
- دیوید میلی‌بند، وزیر خارجه بریتانیا، با ابراز تاسف از سرکوب اعتراضات دانشجویان و مردم توسط نیروهای دولتی گفت: «آزادی بیان و آزادی اعتراض سیاسی از ارزش‌های اساسی است که همه کشورها باید رعایت کنند. ما از مقامات ایرانی می‌خواهیم که به حقوق شهروندان خود احترام بگذارند و با آن‌ها خشونت نکنند.»[۹۳]
- سازمان عفو بین‌المللی نیز در اطلاعیه‌ای نسبت به «توسل گسترده به زور»، توسط نیروهای انتظامی، علیه دانشجویان در ایران هشدار داد و خواستار آزادی افرادی شد که تنها به خاطر شرکت در تظاهرات دستگیر شدند.[۱۱۳]

## بازتاب در رسانه‌ها
تظاهرات دانشجویان در تهران و دیگر شهرهای ایران در روز ۱۶ آذر که به درگیری با نیروهای ضد شورش و بسیجی منجر شد بازتاب گسترده‌ای در رادیو و تلویزیون‌ها و مطبوعات بین‌المللی داشت. تظاهرات روز دانشجو در ایران و پوشش خبری و تحلیلی این رویداد در بیش از دو هزار رسانه جهانی بازتاب یافت. این در حالی بود که دولت برای جلوگیری از انتشارِ اخبارِ این تظاهرات، پوشش خبری این رویداد را ممنوع اعلام کرده بود.

### رسانه‌های آمریکا و کانادا
در آمریکا، شبکه‌های رادیو و تلویزیونی و الکترونیکی، به نقل از خبرگزاری‌ها، تظاهرات دانشجویان و تلاش پلیس ضد شورش، نیروهای ویژه سپاه، بسیجیان و لباس شخصی‌ها برای مقابله با آن‌ها را به صورت وسیعی منتشر کردند.
شبکه‌های «سی ان ان»، «فاکس نیوز»، «ان بی سی» و دیگر رسانه‌های تصویری آمریکا با نمایش صحنه‌هایی از تظاهرات دانشجویان بر شعار «مرگ بر دیکتاتور» به عنوان شعار مرکزی معترضان تأکید کردند. شبکه‌های تلویزیونی با بهره از هزاران خبرنگار داوطلب از بین شهروندانی که با استفاده از اینترنت تصاویر تظاهرات و خشونت مأموران حکومتی را مخابره می‌کردند، با بازتاب رویدادهای این روز پرداختند.

مناقشات ۱۶ آذر در صفحهٔ اول روزنامهٔ وال استریت ژورنال

«انستیتو برای جنگ و صلح» که یک مؤسسه پژوهشی آمریکایی است در گزارشی با اشاره به اعتراض‌های دانشجویان به حکومت جمهوری اسلامی ایران از «پایداری مردم ایران» و فراتر رفتن جنبش از «هدف‌های پیشین خود» سخن گفت.
از میان مطبوعات این کشور نیز روزنامهٔ «نیویورک تایمز» ضمن اشاره به زمینه‌سازی حکومت با دستگیری شماری از دانشجویان و فعالان سیاسی از روزهای پیش از تظاهرات، شعارهای شبانهٔ مردم در شامگاه ۱۵ آذر را پیش‌درآمدی برای تظاهرات دانست.
روزنامهٔ تایمز، در گزارشی دیگر به تلاش‌های جوان بیست و هفت ساله‌ای به نام «کاوه» اشاره دارد که با تشکیل یک سلول چهل نفری، روزانه پانصد نامهٔ الکترونیکی به آدرس‌های مختلف می‌فرستاد.
روزنامه آمریکایی «واشینگتن پست» نیز در گزارش مفصلی به شرح درگیری‌های روز دانشجو در ایران پرداخت و در ادامه به نقل از سایت‌های معترضان در ایران آورد که تظاهرات‌های دیگری هم قرار است در جریان مراسم عزاداری برای امام سوم شیعیان در ماه محرم برگزار شود.
روزنامه کریستین ساینس مانیتور چاپ آمریکا ضمن اشاره به ادامهٔ اعتراضات می‌نویسد: «شاهدان عینی در دانشگاه تهران می‌گویند خشونتِ پلیسِ ضدشورش مجهز به گاز اشک‌آور و باتومهای برقی و پشتیبانی لباس شخصی‌ها نتوانست مانع تظاهراتِ دانشجویانی شود که شعار مرگ بر دیکتاتور می‌دادند.»
هفته‌نامه تایم، چاپ آمریکا عنوان «تازه‌ترین تظاهرات در ایران نمایانگرِ خیزش دوباره مخالفان» را برای مطلب خود انتخاب کرده و می‌نویسد: «دور تازهٔ تظاهراتِ ضددولتی در ایران زنده بودن جنبش سبزِ مخالفان را به نمایش گذاشت. شش ماه پس از انتخابات، موج تازه‌ای از مخالفتها در ایران سر برآورده که هیچ راه نجاتی برای خلاصی حاکمیت از پایان اعتراضات باقی نگذاشته است.»
روزنامه لس آنجلس تایمز عنوان «درگیری‌های خشونت‌آمیز در ایران، نوزایی تظاهرات مخالفان پس از انتخابات» را برگزیده و می‌نویسد: «حاکمیت همه تدابیر سرکوبگرانه را اتخاذ کرد: از قطع اینترنت و تلفن همراه گرفته تا بستن مترو در روز دانشجو و بازداشت ده‌ها فعال دانشجویی و تهدیدات شدید فرمانده نیروی انتظامی مبنی بر مقابله با هرگونه تظاهرات، اما همه اینها ترسی در دل دانشجویان معترض راه نداد و آنان روانه صفوف اعتراضات شدند.»

### رسانه‌های اروپا
در آلمان، وقایع روز دانشجوی ایران، به‌طور گسترده‌ای در رسانه‌های جمعی بازتاب یافت. روزنامهٔ «فرانکفورتر آلگماینه» نوشت: «رژیم ایران در ماه‌های گذشته به تدریج به یک دیکتاتوری نظامی بدل شده، اما وقایع روز دانشجو نشان داد که مردم مبارز از تهدیدات حکومت بیمی به دل راه نمی‌دهند و رژیم نمی‌تواند با فشار بیشتر جنبش سبز را خفه کند.» روزنامه آلمانی «تاگس‌تسایتونگ» نوشت: «رژیم جمهوری اسلامی پایه‌های خود را هرچه بیشتر از دست داده و اکنون تنها به زور اسلحه است که حکومت می‌کند… رژیمی که سی سال پیش با قیام مردمی بر سر کار آمد، نمی‌تواند بدون پایگاه مردمی به حیات خود ادامه دهد. شمارش معکوس برای این رژیم شروع شده است.»
در انگلستان، روزنامه گاردین چاپ لندن در این باره با مطلبی تحت عنوان «سرکوب تظاهرات دانشجویان» می‌نویسد پلیس امنیتی برای پایان دادن به شعار «مرگ بر دیکتاتور» متوسل به ابزار سرکوب از جمله گاز اشک آور و باتوم برقی شد. این روزنامه می‌افزاید: «این تازه‌ترین اعتراضات و تظاهرات که شش ماه پس از اعلام نتایج انتخابات صورت گرفت، نشانگر شکست ناپذیری جنبش مخالفان دولت است.»
در فرانسه، روزنامه فیگارو، با مصاحبه با دختری جوان به عنوان نمونه‌ای از جوانان معترض، پس از بازگو کردن وجود تجربهٔ بازداشت برای خود او و نیز خانواده و دوستانش، از زبان وی نوشت که وی خود را حتی برای بدتر از این هم آماده کرده بود، و از کنار آمدن جوانان با موضوع ترس نوشت. فیگارو همچنین به پدیدهٔ شعارنویسی شبانه، روی دیوارها هم پرداخت.
روزنامه لیبراسیون، از حضور شجاعانهٔ زنان می‌نویسد که در عکس‌های تظاهرات در صف اول، دیده می‌شدند و به نوشتهٔ این روزنامه، شاید برای حفاظت از مردان درجلوی آن‌ها سپر گرفته‌بودند. روزنامه لوموند، در کنار خبر کوتاه خود عکسی از این دختران که چهره‌هایشان را با شال سبز یا سیاه پوشانده‌اند، چاپ کرد. همین‌طور روزنامه اومانیته، نیز بررسی خود را با این جمله شروع کرد که مخالفان هیچ فرصتی را برای اعتراض از دست نمی‌دادند.
در روسیه، روزنامهٔ روسی اینترنتی «گازیتا.رو» از درگیری میان مأمورین پلیس و مردم در تظاهرات ۱۶ آذر، خبر داد. در عین حال پایگاه اطلاع‌رسانی شبکه تلویزیونی روسی «وستی.رو» از تلاش پلیس برای متفرق کردن دانشجویان خبر داد.

### رسانه‌های عرب‌زبان
خبرگزاری العربیه نیز به نوبه خود، اخبار مربوط به حوادث ۱۶ آذر در ایران را پوشش داد. این خبرگزاری با درج اخبار استفاده نیروهای امنیتی از گاز اشک‌آور برای متفرق کردن مردم در میدان انقلاب، بستن مناطق منتهی به دانشگاه تهران بدست نیروهای امنیتی، انعکاس شعارهای دانشجویان در دانشگاه صنعتی امیرکبیر، انعکاس تجمعهای اعتراضی دانشجو در دانشگاه‌های اصفهان، مشهد، اهواز، اراک، تبریز و… اقدام به پوشش اخبار و حوادث این روز کرد.

### دیگر رسانه‌ها
در ترکیه روزنامهٔ «حُرّیت» چاپ ترکیه با ذکر درگیری پلیس با هزاران تظاهرکننده می‌نویسد: «این بزرگ‌ترین تظاهرات و قدرت‌نمایی مخالفان دولت در این ماه است. حُرّیت می‌نویسد تظاهرات روز دوشنبه از همه نظر برتر و قدرتمندتر از تظاهرات مخالفان در ۱۳ آبان بود در صورتی‌که تهدیدات و شدت عمل پلیسِ ضدشورش ایران در این روز تاکنون بی‌سابقه بوده است و باید از این پس شاهد کاهش کارایی نیروهای امنیتی در برابر تظاهرکنندگان بود.»

## پاره شدن تصویر خمینی
در ۱۶ آذر ۱۳۸۸ تصویر پوستر پاره شده‌ای از سید روح‌الله خمینی -بنیانگذار جمهوری اسلامی ایران- در بخش خبری بیست و سی شبکهٔ دوم سیمای جمهوری اسلامی پخش شد. این موضوع واکنش‌های مختلفی را در میان رسانه‌ها و فعالان سیاسی و مذهبی ایران برانگیخت. در حالی‌که طرفداران حکومت معتقد بودند حامیان جنبش سبز به خمینی اهانت کرده‌اند، طرفداران جنبش سبز احتمال ساختگی بودن این تصویر را مطرح کردند. «مؤسسه تنظیم و نشر آثار امام خمینی» نیز در اطلاعیه‌ای اقدام صدا و سیما را «حرمت شکنی بی‌سابقه و دروغ بَیِّن و مسلم صدا و سیما» نامید.

## پیامدها و تظاهرات در روزهای بعد از ۱۶ آذر

### تظاهرات اعتراضی در تاریخ ۱۷ آذر
در تهران، دانشجویان طرفدار اصلاحات، برای دومین روز تظاهراتی علیه دولت برپا کردند، و درگیری‌هایی را با طرفداران دولت موجب شدند. شاهدان می‌گفتند دانشجویان در دانشکده فنی دانشگاه تهران جمع شدند. به گفته آن‌ها درگیری زمانی آغاز شد که شبه نظامیان طرفدار دولت و بسیجی‌ها با اصلاح‌طلبان روبرو شدند و به طرف آن‌ها گاز اشک آور پرتاب کردند.
در این روز همچنین، وب سایت میرحسین موسوی، رهبر معترضان، گزارش داد حدود ۳۰ موتورسیکلت سوار نقابدار در خارج از دفتر کارش مزاحم او شدند.

### تظاهرات اعتراضی در تاریخ ۱۸ آذر
دانشگاه تهران
از روز ۱۷ آذر، هیئت رئیسهٔ دانشگاه تهران با صدور اطلاعیه‌ای اعلام کرده بود که هر گونه تجمع و راهپیمایی در روز چهارشنبه ۱۸ آذر غیرقانونی بوده و با آن برخورد می‌شود. هرچند که از روز قبل از ۱۸ آذر، اطلاعیه‌هایی مبنی بر غیرقانونی بودن تجمع در دانشگاه تهران در روز ۱۸ آذر بر در و دیوار دانشگاه نصب شده بود، اما گروهی از دانشجویان بدون توجه به این هشدارها تجمعاتی را برگزار کردند که با دخالت حراست این افراد متفرق شدند.
در گردهمایی روز ۱۸ آذر، رئیس دانشکده فنی و چند تن از معاونانش به دعوت دانشجویان شرکت کردند. کمره‌ای در سخنانی گفت: «از صبح امروز جلساتی برای بررسی حوادث دو روز گذشته در دانشگاه برگزار شده و تا ساعتی دیگر قرار است جلسه‌ای با شورای ریاست پردیس داشته باشیم تا مسایل به‌طور کامل بررسی شود.» این سخنان اما با واکنش شدید دانشجویان همراه شد و دانشجویان نسبت به اتفاقات روز ۱۶ آذر و برخوردهای صورت گرفته که منجر به بازداشت برخی ازهمکلاسی‌هاشان شده بود اعتراض کردند.
بر پایهٔ این گزارش کلید تجمع روز ۱۸ آذر در دانشکده حقوق زده شد. از ظهر آن روز، شماری از دانشجویان در تالار شیخ انصاری دانشکده حقوق جمع شدند. برخی افراد در جلوی درهای تالار دانشکده حقوق نخست کارت‌های دانشجویی دانشجویان را بررسی می‌کردند و سپس اجازه ورود به جلسه به آن‌ها می‌دادند. در این جلسه که به صورت تریبون آزاد اداره می‌شد هواداران میرحسین موسوی پشت تریبون می‌آمدند و در سخنانی خواستار استعفا و محکومیت رئیس دانشگاه می‌شدند. این افراد پس از پایان جلسه از دانشکده حقوق به سمت دانشکده فنی رفتند و مقابل آن تجمع کردند. در نهایت این تجمع‌کنندگان با دخالت مأموران حراست به پایان رسید. با این حال تجمعات دیگری هم در جای‌جای محوطهٔ دانشگاه بر پا شده بود.
دانشگاه شریف
بر پایهٔ برخی گزارش‌ها در تاریخ ۱۸ آذر دانشجویان دانشگاه شریف نیز اقدام به راهپیمایی و برگزاری تجمع کردند. علت این راهپیمایی، دستگیری بیش از ۷ تن از دانشجویان شریف و دانشگاه‌های دیگر از جمله دانشگاه تهران در روزهای ۱۶ و ۱۷ آذر عنوان شد.
دانشجویان در دانشگاه به راهپیمایی و سر دادن شعار پرداختند و روبه روی درب اصلی دانشگاه تجمع کردند و به شعار دادن پرداختند.

### تظاهرات اعتراضی در تاریخ ۱۹ آذر
در این روز نیز تظاهراتی در برخی دانشگاه‌ها برگزار شد.

### تظاهرات اعتراضی در تاریخ ۲۰ آذر
حضور نیروهای امنیتی مانع از ایجاد تظاهرات بزرگ شد.